# سکس شبیه‌سازی‌نشده
آمیزش جنسی شبیه‌سازی‌نشده نمایش صحنه‌های آمیزش جنسی در فیلم است، به نحوی که بازیگران به صورت واقعی آمیزش می‌کنند و عمل آن‌ها، شبیه‌سازی و تقلید صِرف از حرکات مربوط به آمیزش نیست. اگرچه در فیلم‌های پورنو، چنین عملی بسیار رایج و فراگیر است، اما در فیلم‌های غیر پورن، چنین چیزی بسیار نامعمول است. زمانی در ایالات متحدهٔ آمریکا این‌گونه اجراها و اصولاً نمایش چنین صحنه‌هایی، به‌دست قانون و برخی استانداردهای خودخواستهٔ صنعت سینما همچون نظامنامه تولید تصاویر متحرک محدود شده بود. فیلم‌هایی که آمیزش آشکار جنسی را نشان می‌دادند، محدود به فیلم‌های زیرزمینی توزیع‌شده خصوصی، مانند فیلم‌های استگ یا «حلقه‌های پورن» بودند. در دهه ۱۹۶۰، نگرش‌های اجتماعی در مورد رابطه جنسی کم‌کم‌رو به تغییر گذاشت و فیلم‌های حاوی آمیزش آشکار جنسی در بسیاری از کشورها جرم‌زدایی شدند.
با ساخت فیلم‌هایی همچون فیلم آبی به کارگردانی اندی وارهول، فیلم‌های جریان اصلی اندک‌اندک مرزهای نمایش صحنه‌های واقعی جنسی بر روی پرده سینما را جابجا کردند. نمونه‌های قابل توجه از این سبک فیلم‌ها، شامل دو فیلم از هشت فیلم کنار تخت و شش فیلم زودیاک در دهه ۱۹۷۰ است که همگی در دانمارک تولید شده‌اند و صحنه‌های جنسی پورنوگرافیک زیادی داشتند؛ اما با این وجود، فیلم‌های جریان اصلی در نظر گرفته می‌شدند و همگی، دست‌اندرکاران و بازیگران غیر پورن داشتند و نخستین اکرانشان در سینماهای معمولی و عمومی صورت پذیرفت. آخرین نمونهٔ این فیلم‌ها مأمور ۶۹ ینسن در برج عقرب در سال ۱۹۷۸ ساخته شد. از اواخر دهه ۱۹۷۰ تا اواخر دهه ۱۹۹۰ به‌ندرت شاهد صحنه‌های هاردکور را در سینمای جریان اصلی هستیم، اما با موفقیت فیلم پخمه‌ها (۱۹۹۸) به کارگردانی لارس فون تریه، که موجی از فیلم‌های هنری با محتوای جنسی آشکار همچون رمانس (۱۹۹۹)، بز-موآ (۲۰۰۰)، نزدیکی (۲۰۰۱)، خرگوش قهوه‌ای (۲۰۰۳ به کارگردانی وینسنت گالو)، ۹ آهنگ (۲۰۰۴ به کارگردانی مایکل وینترباتم) را در پی داشت، این امر تغییر کرد. البته برخی از صحنه‌های آمیزش جنسی شبیه‌سازی‌شده آنچنان واقع‌گرایانه هستند که منتقدان به اشتباه تصور می‌کنند که این صحنه‌ها واقعی هستند، مانند صحنهٔ فرج‌لیسی در فیلم رِد رُوْد در سال ۲۰۰۶ میلادی.

## اصطلاح‌شناسی
اگرچه معمولاً دربارهٔ فیلم‌هایی که بازیگران در صحنه فیلم‌برداری رابطه جنسی واقعی داشتند، از اصطلاحاتی چون «سکس واقعی» یا «سکس غیر شبیه‌سازی شده» استفاده می‌شود، اما برخی از پژوهشگران سینما ترجیح می‌دهند از عباراتی چون «سکس قابل مشاهده»، «سکس آشکار» یا «سکس هاردکور» استفاده کنند. به عنوان مثال، لیندا ویلیامز پیشنهاد نمود که «ما اصطلاحِ نامأنوسِ آمیزشِ جنسیِ شبیه‌سازی‌نشده را به‌طور کامل کنار بگذاریم». این نیز به این دلیل است که بیشترِ سانسورکنندگان فیلم، هنگام تصمیم‌گیری در مورد رتبه‌بندی فیلم به‌عنوان پورنوگرافی یا قابل پخش بودن در اکران عمومی، عمدتاً بر روی این موضوع تمرکز کرده‌اند که آیا اعمال جنسی (دخول جنسی، قضیب‌لیسی، فرج‌لیسی) یا برانگیختگی اندام‌های تناسلی قابل مشاهده است یا خیر. به عنوان مثال، مرسوم بود که دو نسخه متفاوت از فیلم‌های پورنوگرافی منتشر شود - یک نسخه هاردکور با اعمال محدودیت‌ها، و یک نسخه سافت‌کور که در سطح «بالای ۱۸ سال» تصویب می‌شد. در هر دو مورد، بازیگران فیلم، واقعاً اعمال جنسی را در صحنهٔ فیلمبرداری انجام می‌دادند، اما چنین صحنه‌هایی فقط در نسخه هاردکور قابل مشاهده بودند و نه در نسخه سافت‌کور. علاوه بر این، ابهامات فراوانی دربارهٔ استفاده از اندام جنسی مصنوعی (دردسر هرروزه، زندگی ادل، نبرد در بهشت، تعطیلات)، تماس جنسی واقعی اندام‌های تناسلیِ بازیگران (نزدیکی، بز-موآ، خرگوش قهوه‌ای، ۹ آهنگ) و اندام جنسی نرم‌افزاری که پس از تولید فیلم به صحنه‌ها افزوده می‌شد (برگشت‌ناپذیر) وجود داشت. قابل مشاهده بودنِ دخول/قضیب‌لیسی/فرج‌لیسی روی پرده سینما برای تجربه تماشای فیلم، و اغلب در ارتباط با نگرانی‌های سانسورچیان و منتقدان، بیشتر اهمیت داشت تا اینکه در صحنهٔ فیلمبرداری چه اتفاقی رخ داده و این صحنه‌ها چگونه ساخته شده‌اند.
اندیشهٔ «شبیه‌سازی سکس» وابسته به پرسش‌هایی در مورد هنر بازیگری و بدنامی ناشی از هرزه‌نگاری غیر ضروری هم بود، اما در مورد آنچه قرار بود دقیقاً شبیه‌سازی شود ابهاماتی داشت. به‌عنوان مثال، در حالی که آلت تناسلی یک بازیگر مرد ممکن است سر صحنهٔ فیلمی پورنو وارد واژن بازیگر زن شود، اما نحوه اجرای این اعمال، نوع احساسات، صداها و غیره ممکن است به‌شدت با آنچه در یک رابطهٔ جنسی در حریم خصوصی خانه خودشان صورت می‌پذیرد، متفاوت باشد: «[این آمیزش] هم واقعی است – چیزی که در واقع بین مردم اتفاق می‌افتد – و هم تصنعی است یعنی محض ساختن فیلم و برای دوربین و تجهیزات صدا انجام می‌شود. نه کارگردانان فیلم‌های پورنو و نه کارگردانان هنرهای هاردکور، از وارهول به بعد، نتوانسته‌اند «سکس واقعی» را به معنای آنچه مردم به تنهایی و در خلوت انجام می‌دهند، نشان دهند.»

## دلایل منطقی
گاسپار نوئه در مصاحبه‌ای پس از اکران فیلم عشق (۲۰۱۵)، وقتی از او پرسیده شد چرا مخاطبان می‌خواهند آمیزش جنسی واقعی را در فیلم‌ها ببینند، گفت که این ماجرا واقعاً شبیه به ساختارهای قدرت است: «در بیشتر جوامع، چه غربی باشند و چه نه، مردم می‌خواهند رفتار جنسی تحت کنترل باشد، یا در یک زمینه و شرایط مشخص و دقیق سازماندهی شود. رابطه جنسی همچون [پا گذاشتن] به یک منطقه خطرناک است. گاهی، موانع طبقاتی فرو می‌ریزد و بسیاری از مردم را دچار هراس می‌کند. این موضوع شبیه به حکومت‌هاست که سیستم‌های درونی خود، همچون مذهب، را کنترل می‌کنند.»
جیمز فرانکو «زیبایی‌شناسی و دلایل شخصی» را دلیلی برای ساخت فیلم خود داخلی، بار چرم‌پوشان (۲۰۱۳) می‌داند و در مصاحبه‌ای در این باره چنین گفت:
من ۱۷ سال است که بخشی از سینمای حرفه‌ای جریان اصلی بوده‌ام و علاوه بر آن، شهروند ایالات متحده آمریکا هستم، و می‌دانید، با فرهنگ جریان اصلی این کشور درگیر هستم، اما دربارهٔ نظریه کوئیر یا انواع فیلم‌های مستقل کوئیر هم مطالعات قابل توجهی داشته‌ام؛ بنابراین دریافته‌ام که جایگاه من، چیزی که موقعیت فعلی اجتماعی من مقدورش کرده، راهی است برای نزدیک کردن این دو دنیای متفاوت و همچنین به چالش کشیدن قوانین سینمای جریان اصلی یا فرهنگ جریان اصلی، تا بررسی کنم و بفهمم که چرا هر چیزی آنطور که فعلاً هست، ایجاد شده؛ چرا برخی از موضوعات به یک شکل ارائه می‌شود و نه به گونه‌ای دیگر؛ و چگونه این چیزها ما را به‌عنوان مردم یک جامعه شکل می‌دهند، چگونه باورهای ما را قوام می‌بخشند و چگونه بر روی شیوه زندگی ما اثر می‌گذارد. به نظرم خیلی خوب می‌شود اگر بتوانیم این چیزها را زیر سؤال ببریم، یا راه‌های جایگزینی برای تماشای سبک زندگی یا هر چیز دیگری که ممکن است در سینمای جریان اصلی یا سینمای مستقل یا سینمای هنری ارائه شده، معرفی کنیم. اگر سایر آرا یا انواع دیگر بحث‌ها یا داستان‌ها یا روایت‌ها از دیدگاه‌های گوناگون معرفی شوند، ما مردم [به لحاظ فرهنگی و فکری] غنی‌تر می‌شویم.

## مشکلات تولید
تعدادی از کارگردانان، آشکارا دربارهٔ مشکلات فنی موجود در فیلمبرداری از اعمال جنسی واقعی، به ویژه با بازیگران یا بازیگرانی که هرگز چنین اعمالی را در فیلم انجام نداده‌اند، بحث کرده‌اند یا نوشته‌اند. گاسپار نوئه در مصاحبه‌ای با بلک‌بوک اذعان می‌کند که این کار به چند دلیل دشوار است: «یک بازیگر مرد ممکن است نتواند نعوظ خود را حتی در حضور یک گروه کوچک فیلمسازی یا جلوی دوربین حفظ کند. هر یک از بازیگران ممکن است شریک زندگی داشته باشد؛ بنابراین، من فکر می‌کنم که بهترین راه برای نشان دادن رابطه جنسی واقعی در فیلم‌هایم، استفاده از دو بازیگر مجردی است که پیش‌تر زوجِ یکدیگر بوده‌اند.»

## تدوین مجدد فیلم‌های پورنو برای استفاده در فیلم‌های جریان اصلی
قبل از ظهور ویدئوهای خانگی، تعدادی از فیلم‌های پورنوگرافی هاردکور در سینماهای عمومی اکران شد. در بیشتر موارد، صحنه‌های دخول جنسی یا قطع می‌شدند یا با نماهای متناوب جایگزین می‌شدند. یک استثنا در این مورد دیپ تروت بود که بدون سانسور منتشر شد.
نمونه‌هایی از این نوع انتشارِ ترکیبی عبارتند از کافه فِـلِـش (۱۹۸۲) — نسخه درجه‌بندی R از این فیلمِ علمی-تخیلی پورنو در سینماهای جریان اصلی منتشر شد؛ سهام سرمایه و دختران بلوند (۱۹۸۴) که در ابتدا با نام «واندا به وال استریت شلاق می‌زند» در دسترس بود و انسان‌نما (۱۹۸۸) که در آغاز با عنوان «کافه گناه» در سال ۱۹۸۷ منتشر شد.

## در سینما
در فیلم‌های جریان اصلیِ زیر، صحنه‌هایی با فعالیت جنسی واقعی و تأییدشده وجود دارند، به این معنی که بازیگران مرد یا زن در حال انجام آمیزش جنسی واقعی (بدون استفاده از بدل یا جلوه‌های ویژه) یا انجامِ اعمالِ جنسی مرتبط همچون قضیب‌لیسی و فرج‌لیسیِ واقعی نقش‌آفرینی می‌کنند. این فهرست شامل فیلم‌های مستند دربارهٔ پورنوگرافی نمی‌شود که ممکن است حاوی فعالیت جنسی شبیه‌سازی‌نشده و حقیقی باشند.
| عنوان                                               | سال  | یادداشت‌ها | کشور                                                              | زبان                                   |
| --------------------------------------------------- | ---- | --- | ----------------------------------------------------------------- | -------------------------------------- |
| هدیه                                                | ۱۹۶۶ | یکی از نخستین فیلم‌های جریان اصلی با صحنه‌های جنسی آشکار و غیر شبیه‌سازی‌شده؛ گرچه صحنه‌هایِ اصلیِ سکس، توسط سانسورچیان در زمانِ نمایشِ آن در ایالات متحده آمریکا سانسور شد. کارگردان فیلم کنود لایف تامسن بود. | دانمارک                                                           | دانمارکی                               |
| به ما می‌گویند وصله ناجور                            | ۱۹۶۸ | یک فیلم مستند سوئدی به کارگردانی استفان یارل و یان لیندکوئیست که در تاریخ ۲۵ مارس ۱۹۶۸ در سینماهای سوئد اکران شد. این فیلم دربارهٔ دو نوازنده جوان و «هیپی» - کنتا و اشتوفه - است. این نخستین فیلم «قانونی» در سوئد است که صحنه‌های جنسی غیر شبیه‌سازی‌شده (واقعی) را نشان می‌دهد. | سوئد                                                              | سوئدی                                  |
| فیلم آبی                                            | ۱۹۶۹ | فیلمی از اندی وارهول – نخستین فیلمی که رابطهٔ آشکار جنسی را به تصویر می‌کشد و توزیع گسترده‌ای در سینماهای ایالات متحده آمریکا داشت. – فیلمی مهم در عصر طلایی پورن (۱۹۶۹–۱۹۸۴) که بنا به گفتهٔ وارهول، تأثیر مهمی در ساخت آخرین تانگو در پاریس داشت؛ یک فیلم درام اروتیک جنجالی بین‌المللی با بازی مارلون براندو که چند سال پس از فیلم آبی ساخته شد. | ایالات متحده                                                      | انگلیسی                                |
| ۹۹ زن                                               | ۱۹۶۹ | بر اساس کتاب احساسات مرگبار: سینمای دلیرانهٔ خسوس فرانکو به قلمِ استیون تروئر، چهار نسخهٔ مختلف از این فیلم وجود دارد، از جمله برش کارگردان و یک نسخه هاردکور فرانسوی ۱۹۷۴ که کارگردان فرانسوی کلود ساندرون، حدود هشت دقیقه صحنهٔ هاردکور به آن افزوده است. هر دوی این نسخه‌ها توسط شرکت اَنادر وُرلد اِنترتینمنت بر روی دی‌وی‌دی منتشر شده است. | محصول مشترک: لیختن اشتاین، آلمان غربی، اسپانیا، ایتالیا، بریتانیا | انگلیسی                                |
| دورو                                                | ۱۹۶۹ | نسخه هاردکور فرانسوی این فیلم توسط کارگردانش ریکاردو فردا ارائه شده (تحتِ عنوانِ حرارت و لذت) که آلیس آرنو در آن نقش‌آفرینی نموده است. | محصول مشترک: ایتالیا، آلمان غربی                                  | ایتالیایی                              |
| روزهای آرام در کلیشی                                | ۱۹۷۰ | فیلمی به کارگردانی ینس یورگن تورسن، بر پایهٔ یکی از رمان‌های هنری میلر که به مدت طولانی توقیف شده بود، و در آن صحنه‌های سکس واقعی با دخول کامل وجود دارد. | دانمارک                                                           | دانمارکی، انگلیسی                      |
| دختر دل‌شیفته                                        | ۱۹۷۰ | فیلمی به کارگردانی دِرِک فورد که یک نسخهٔ «صادراتی» هاردکور از آن موجود است. | بریتانیا                                                          | انگلیسی                                |
| منحرف‌ها                                             | ۱۹۷۰ | فیلمی به کارگردانی ادواردو سِمانو که ابتدا به‌صورت یک فیلم سافت‌کور منتشر شد و بعداً با صحنه‌های هاردکور دیگری که هری ریمز در آن بازی کرده بود، بازنشر شد. | بریتانیا                                                          | انگلیسی                                |
| باکاناله                                            | ۱۹۷۰ | فیلم آمریکایی به کارگردانی جان و لِم آمِـرو، حاوی چند صحنهٔ هاردکور. این فیلم که در رؤیا اتفاق می‌افتد، از «سوررئالیسم اروتیک» و «منطق رؤیا» در ترکیبی از مرگ، گناه، اروتیسم و زنا با محارم بهره می‌گیرد. |                                                                   | انگلیسی                                |
| کاما سوترا ۷۱                                       | ۱۹۷۰ | فیلم آمریکایی به کارگردانی راج دِوی که دارای صحنه‌های هاردکور با بازیگری «آن پری» است. |                                                                   | انگلیسی                                |
| تسلیم شو!                                           | ۱۹۷۱ | فیلمی از جان جی. آویلدسن که در آن قضیب‌لیسی واقعی نمایش داده می‌شود. | ایالات متحده                                                      | انگلیسی                                |
| هتل اسلاتر                                          | ۱۹۷۱ | فیلمی به کارگردانی فرناندو دی لئو که یک نسخه فرانسوی از آن با صحنه‌هایی هاردکور از اندام جنسی یک بازیگر زن و سکس لزبین منتشر شد. این با عنوان عروسک‌های ارضاءنشدهٔ دکتر هیچکاک در فرانسه به نمایش درآمد. | ایتالیا                                                           | ایتالیایی                              |
| مارمولکی در پوست زن                                 | ۱۹۷۱ | سه نسخهٔ فرانسوی از این فیلم لوچو فولچی موجود است: کارول (نسخهٔ اصلیِ منتشرشده سال ۱۹۷۱)، دو نسخهٔ منتشرشده در سال ۱۹۷۶: زهرِ هراس (نسخهٔ اصلی با نامگذاری متفاوت)؛ یک نسخه دیگر با صحنه‌های هاردکور تحتِ عنوانِ فاحشه‌ها به جهنم می‌روند. | محصول مشترک: ایتالیا، فرانسه، اسپانیا                             | ایتالیایی                              |
| دلاله فروزان محبت                                   | ۱۹۷۱ | فیلمی به کارگردانی استیون اف. آرنولد حاوی صحنه‌های سکس هاردکور. |                                                                   | انگلیسی                                |
| آیین‌های رمزآلود                                     | ۱۹۷۱ | فیلم شبه‌مستند بریتانیایی به کارگردانی دِرِک فورد که به صورت یک «نسخهٔ هاردکور صادراتی» موجود است. | بریتانیا                                                          | انگلیسی                                |
| آبی کوکی                                            | ۱۹۷۲ | یک فیلم آمریکایی به کارگردانی اریک جفری هیمز در دو نسخه سافت‌کور و هاردکور موجود است. |                                                                   | انگلیسی                                |
| فلامینگوهای صورتی                                   | ۱۹۷۲ | فیلمی به کارگردانی جان واترز که در سال ۱۹۹۷ در استرالیا ممنوع شد. هیئت نظارت به اتفاق آرا به صحنه‌ای اشاره کرد که شامل «نمای نزدیک واقعی از قضیب‌لیسی حقیقی … که به‌طور واضح با دستورالعمل‌های طبقه‌بندی R در تضاد است.» | ایالات متحده                                                      | انگلیسی                                |
| چه کسی دادستان را کشت و برای چه؟                    | ۱۹۷۲ | نسخه‌ای از فیلم که توسط جوزپه واری کارگردانی شده، موجود است که برای بازارهای خارجی تهیه شده و در آن صحنه‌های هاردکور موجود است. این صحنه‌ها به عنوان بخشی از صحنه‌های حذف‌شده ارائه شده در دی‌وی‌دی سینه‌کالت موجود هستند. | ایتالیا                                                           | ایتالیایی                              |
| حقیقت بنابر نظر شیطان                               | ۱۹۷۲ | این «جالوی روان‌شناختی» به کارگردانی رناتو پُلسلی در آغاز انتشار محدودی داشت (این فیلم در طول دههٔ ۱۹۷۰ پنج بار اکران شد). پُلسلی برای دور زدن مشکلات سانسور و توزیع، سه نسخهٔ مختلف از فیلم تهیه کرد؛ به هر فیلم یک فوتیج اضافه کرد و در عین حال صحنه‌های خاصی را حذف کرد. «هاردکورترین» نسخه این فیلم، دارای حاوی نمای نزدیکی از ارگاسم یک زن است. | ایتالیا                                                           | ایتالیایی                              |
| بسیار لذت‌بخش، کاملاً مرده                            | ۱۹۷۲ | فیلمی به کارگردانی روبرتو بیانکی مونترو که در ایالات متحده با نامِ دخول و با صحنه‌های هاردکور منتشر شد. | ایتالیا                                                           | ایتالیایی                              |
| جنازه مو سرخ                                        | ۱۹۷۲ | چندین نسخه از این فیلم به کارگردانی رنتسو روسو وجود دارد، از جمله نسخه هاردکور برگرفته از وی‌اچ‌اس فرانسوی با صحنه‌های سکس واقعی.). | محصول مشترک: ایتالیا، ترکیه                                       | ایتالیایی                              |
| شوهران مسافر                                        | ۱۹۷۲ | فیلمی بریتانیایی به کارگردانی دِرِک فورد نیز در نسخه‌ای با صحنه‌های هاردکور وجود دارد، اما هیچ شواهدی وجود ندارد که ثابت کند واقعاً بازیگران معتبر فیلم، آن صحنه‌های هاردکور را انجام داده باشند. | بریتانیا                                                          | انگلیسی                                |
| دلیریوم                                             | ۱۹۷۲ | یک دی‌وی‌دی دوتایی آلمانی در سال ۲۰۱۴ با عنوانِ وحشت شب‌هنگام فرا می‌رسد شامل چهار نسخهٔ مختلف از این فیلم به کارگردانی رناتو پُلسلی، شامل نسخه اصلی ایتالیایی و نسخهٔ هاردکور فرانسوی است. نسخه سانسور نشدهٔ آن، به همان شکلی که کارگردان قصد داشت آن را اکران کند، در دی‌وی‌دی فرانسوی آن موجود است. | ایتالیا                                                           | ایتالیایی                              |
| کریستینا، راهبه اهریمنی                             | ۱۹۷۲ | نسخه سانسور نشدهٔ این فیلم به کارگردانی سرجو برگونتسلی شامل صحنه‌های هاردکور است. | ایتالیا                                                           | ایتالیایی                              |
| در برج سنبله                                        | ۱۹۷۳ | نخستین فیلم از مجموعه فیلم‌های زودیاک، مجموعه‌ای از فیلم‌های کمدی جریان اصلی به کارگردانی فین کارلسون که حاوی صحنه‌های سکس هاردکور است. | دانمارک                                                           | دانمارکی                               |
| اینگرید فاحشه خیابانی                               | ۱۹۷۳ | دو نسخه از این فیلم به کارگردانی برونلو روندی وجود دارد، سافت‌کور (منتشر شده در ایتالیا) و هاردکور (که بعداً در فرانسه منتشر شد و حاوی صحنه‌هایی از سکس آشکار است). مطابق منابع، این فیلم هرگز به صورت ویدئوی خانگی منتشر نشد. | ایتالیا                                                           | ایتالیایی                              |
| دلهره‌آور - فیلمی بی‌رحمانه                           | ۱۹۷۳ | فیلمی به کارگردانی بو آرنه ویبینیوس که شامل صحنه‌های خشونت آشکار و سکس هاردکور است که توسط بازیگران غیرحرفه‌ای مزدبگیر اجرا می‌شود (بدلکار برای کریستینا لیندبری). شرکت سیناپس فیلمز دو نسخه از فیلم را بر روی دی‌وی‌دی منتشر کرد: او را یک‌چشم می‌نامند (نسخهٔ ونجنس، ۲۰۰۵، نسخهٔ سانسورشده) و دلهره‌آور - فیلمی خشن (نسخه محدود، ۲۰۰۴، نسخه بدون سانسور). | سوئد                                                              | سوئدی                                  |
| رازگشایی‌های یک روان‌پزشک در مورد دنیای انحرافات جنسی | ۱۹۷۳ | فیلمی به کارگردانی رناتو پُلسلی که به سبک موندو فیلمبرداری شده و حاوی بیست دقیقه سکس هاردکور واقعی در صحنه اُرجی است. | ایتالیا                                                           | ایتالیایی                              |
| اهریمن درون دوشیزه جونز                             | ۱۹۷۳ | فیلمی آمریکایی به کارگردانی جرارد دامیانو با نقدی مثبت از راجر ایبرت. | ایالات متحده                                                      | انگلیسی                                |
| فلش‌پات در خیابان چهل و دوم                          | ۱۹۷۳ | فیلمی به کارگردانی اندی میلیگان که در دو نسخه موجود است: نسخه‌ای هاردکور با عنوانِ فلش‌پات در خیابان چهل و دوم (نسخهٔ اصلی) ئ یک نسخهٔ سافت‌کور با عنوانِ دختران خیابان چهل و دوم (نسخهٔ اخیر با نامِ «فلش‌پات» هم منتشر شده است). |                                                                   | انگلیسی                                |
| آن سوی آینه                                         | ۱۹۷۳ | فیلمی از خسوس فرانکو که دست‌کم در پنج نسخه شامل سه نسخه سافت‌کور مختلف (دو نسخه اسپانیایی و یک فرانسوی) و دو نسخه هاردکور گوناگون (یکی فرانسوی و دیگری ایتالیایی) موجود است. | محصول مشترک: اسپانیا، فرانسه                                      | اسپانیایی                              |
| گناهکار: دفتر خاطرات مخفی یک نیمفومانیاک            | ۱۹۷۳ | این فیلم در ژوئن ۱۹۷۳ در فرانسه منتشر شد و سپس در نسخه‌ای با صحنه‌های هاردکور در سال ۱۹۷۷ تحت عنوان ارضاءنشده‌ها بازنشر شد. هر دو نسخه دی‌وی‌دی و بلوری آن موجود است. |                                                                   | فرانسوی                                |
| باکره‌ای میان مردگان زنده                            | ۱۹۷۳ | فیلمی از خسوس فرانکو است که در نسخه‌های هاردکور یا سانسورشدهٔ فراوانی موجود است. | محصول مشترک: اسپانیا، فرانسه                                      | فرانسوی                                |
| کوتوله گناهکار                                      | ۱۹۷۳ | فیلمی به کارگردانی ادواردو فولر (با نام مستعار ویدال راسکی). شرکت سورین فیلمز نسخهٔ اصلی بدون سانسور دانمارکی (با نام کوتوله) و نسخهٔ سینمایی آمریکایی آن (تحتِ عنوانِ عروس دزدیده‌شده) را منترش کرده است. | دانمارک                                                           | انگلیسی                                |
| بازیچه شیطان                                        | ۱۹۷۳ | فیلمی به کارگردانی جوزف دابلیو. سارنو، در نسخه سانسور نشده‌اش، صحنه‌های فراوانی از برهنگی آشکار و از جمله یک نمای نزدیک از خودارضایی یک زن با دیلدو وجود دارد. | محصول مشترک: سوئیس، سوئد، آلمان غربی                              | انگلیسی                                |
| آنیتا: پری زیبای سوئدی                              | ۱۹۷۳ | فیلم سوئدی به کارگردانی تورگینی ویکمان که در دو نسخه منتشر شد؛ نسخهٔ سافت‌کور (سوئد، ۱۹۷۳) و نسخهٔ هاردکور (ایالات متحده، ۱۹۷۵ به عنوان آنیتا، دختر زیبای سوئدی). | محصول مشترک: سوئد، فرانسه                                         | سوئدی                                  |
| نویسنده سارق                                        | ۱۹۷۳ | نسخه‌ای هاردکور از این فیلم بریتانیایی به کارگردانی مارتین کمبل وجود دارد، اگرچه هیچگونه شواهدی در دست نیست که نشان دهد بازیگران معتبر، خودشان صحنه‌های هاردکور را انجام داده باشند. | بریتانیا                                                          | انگلیسی                                |
| دلال پورن                                           | ۱۹۷۳ | یک فیلم شبه‌مستند بریتانیایی از جان جسنر لیندزی که حاوی صحنه‌های هاردکور برای نسخه صادراتی فیلم است. |                                                                   | انگلیسی                                |
| امانوئل                                             | ۱۹۷۴ | فیلمی به کارگردانی ژوست ژکین که شامل صحنه‌ای است که در آن، زنی سیگار را در واژن خود قرار می‌دهد و با واژن، دود را به‌درون کشیده و بیرون می‌دهد. | فرانسه                                                            | فرانسوی                                |
| نمایش هراس‌انگیز عجیب و غریب نیمه‌شب                  | ۱۹۷۴ | فیلمی به کارگردانی ماریو گاریاتسو که در سال ۱۹۷۴ منتشر شد (نسخهٔ سافت‌کور) و سپس در آمریکا با نامِ شیطان احضارکننده سکس (نسخهٔ هاردکور، با صحنه‌های برهنگی آشکار) بازنشر شد. | ایتالیا                                                           | ایتالیایی                              |
| زلدا                                                | ۱۹۷۴ | برای نسخه فرانسوی، کارگردان آلبرتو کاوالونه صحنه‌های هاردکور دیگری را بدان افزود. | ایتالیا                                                           | ایتالیایی                              |
| در برج ثور                                          | ۱۹۷۴ | دومین فیلم از مجموعه فیلم‌های دانمارکی و کمدی جریان اصلی زودیاک به کارگردانی ورنر هیمن با صحنه‌های هاردکور. | دانمارک                                                           | دانمارکی                               |
| امتیاز                                              | ۱۹۷۴ | فیلم آمریکایی به کارگردانی ردلی متزگر، بر پایهٔ یک تئاتر که در آف برادوی اجرا شد. در صحنه‌ای از فیلم، سیلوستر استالونه حضوری کوتاه دارد و در صحنه‌ای دیگر، آمیزش جنسی واقعی بین کیسی دونوان و جرالد گرانت نشان داده می‌شود. | ایالات متحده                                                      | انگلیسی                                |
| زندان زنان                                          | ۱۹۷۴ | یک فیلم اروتیک به کارگردانی برونلو روندی که در فرانسه با عنوان ندامتگاه زنان منحرف منتشر شد و حاوی صحنه‌های هاردکوری است که توسط توزیع‌کننده فرانسوی بدان اضافه شده است. | ایتالیا                                                           | ایتالیایی، انگلیسی                     |
| دختران کاماره                                       | ۱۹۷۴ | یک فیلم موقعیت‌گرا به کارگردانی رنه وی‌ینه حاوی فوتیج‌های هاردکور است که توسط خودِ وینه آنها را به فیلم افزوده است. | ژاپن                                                              | ژاپنی                                  |
| بانو                                                | ۱۹۷۴ | یک فیلم فرانسوی به کارگردانی «فرانسوا ژوفا» حاوی صحنه‌ای از قضیب‌لیسی است (غیر شبیه‌سازی‌شده و واقعی که طبق منابع، در حین فیلم‌برداری انجام شد، اما واضح نیست). اما معلوم نیست صحنه دخول جنسی واقعی است یا خیر. | فرانسه                                                            | فرانسوی                                |
| فیلم دلپذیر                                         | ۱۹۷۴ | فیلمی به کارگردانی دوشان ماکاویو که حاوی چند عمل جنسی شبیه‌سازی‌نشده (واقعی) است. | محصول مشترک: فرانسه، کانادا، آلمان غربی                           | انگلیسی، فرانسوی، لهستانی، اسپانیایی   |
| فلوسی                                               | ۱۹۷۴ | یک فیلم اروتیک سوئدی محصولِ ۱۹۷۴، با حضور بازیگر سوئدی ماری فورشو، که در دو نسخه فیلمبرداری شده است؛ سافت‌کور واضح (شامل نمایش تصویر آلت تناسلی در حال نعوظ و «قضیب‌لیسی نه چندان نهان») و نسخه هاردکور (با صحنه‌های آشکار، که توسط بازیگران اصلی انجام شده است و در سال ۱۹۷۵ در فرانسه به نمایش درآمد). شرکت «باخ فیلم» دی‌وی‌دی هر دو نسخه را منتشر کرده است. | سوئد                                                              | سوئدی                                  |
| حکایت‌های غیراخلاقی                                  | ۱۹۷۴ | فیلمی به کارگردانی والرین بروفچیک، متشکل از چهار داستان به ترتیب با نام‌های جزر و مد، ترز فیلسوف، الیزابت باتوری و لوکرتسیا بورجا. در داستان سوم، نمایی نزدیک از فروکردن یک «مروارید واژن» وجود دارد که توسط بازیگر زن ماری فورسا اجرا شده است. نسخه بلوری آلمانی حکایت‌های غیراخلاقی حاوی یک تکه فیلم (شطرنجی شده) از فیلم کوتاه یک کلکسیون شخصی به کارگردانی بروفچیک است که عمل حیوان‌خواهی واقعی میان یک زن و یک سگ را نشان می‌دهد. | فرانسه                                                            | فرانسوی، ایتالیایی، مجاری              |
| لورنا جن‌گیر                                         | ۱۹۷۴ | فیلمی به کارگردانی خسوس فرانکو که در چندین نسخه تولید شده، از جمله نسخه‌های فرانسوی با زمان‌های مختلف و نسخه ایتالیایی با فوتیج هاردکور که توسط تهیه‌کننده فرانسوی روبر دو نل تصویربرداری و اضافه شده است. | فرانسه                                                            | فرانسوی                                |
| کنتس منحرف                                          | ۱۹۷۴ | فیلمی از خسوس فرانکو که دست‌کم در چهار نسخه منتشر شده است، از جمله برش کارگردان، دو نسخه فرانسوی (یک نسخه سینمایی، یک نسخه «نیمه هاردکور» با عنوان خردکن‌ها و یک نسخه هاردکور، منتشر شده بر روی کاست ویدئویی سکام تحت عنوان کُنتس منحرف که احتمالاً اکران سینمایی هم داشته) و یک نسخه هاردکور ایتالیایی متفاوت با عنوان ماهیت سکسی. شرکت صوتی-تصویری موندو ماکابرو نسخهٔ اصلی کارگردان و همچنین نسخه خردکن‌ها را (تحتِ عنوانِ ماهیت سکسی) منتشر کرده است. | '' ″                                                              | فرانسوی                                |
| انتقام جسمانی (کارنالیتا)                           | ۱۹۷۴ | دست‌کم دو نسخه از این فیلم آلفردو ریتسو در سینماها اکران شد: نسخهٔ اصلی (منتشرشده در ایتالیا در سال ۱۹۷۴) و نسخهٔ هاردکور (منتشرشده در ایتالیا در سال ۱۹۷۵، با سکانس‌های هاردکور اضافی که توسط توزیع‌کننده فرانسوی اضافه شده بود). |                                                                   | ایتالیایی                              |
| ادامه بده، جک                                       | ۱۹۷۴ | یک کمدی جنسی بریتانیایی به کارگردانی دِرِک فورد که یک نسخهٔ هاردکور با صحنه‌های آشکار جنسی وجود دارد، اما هیچ شواهدی وجود ندارد که ثابت کند واقعاً بازیگران معتبر فیلم، آن صحنه‌های هاردکور را انجام داده باشند. | بریتانیا                                                          | انگلیسی                                |
| دختران آتشین‌مزاج                                    | ۱۹۷۴ | فیلمی بریتانیایی به کارگردانی جان جسنر لیندزی که یک نسخهٔ هاردکور هم دارد. البته مشخص نیست که آیا بازیگران معتبر و اصلی، خودشان در سکانس‌های هاردکور اضافی بازی کرده‌اند یا خیر. |                                                                   | انگلیسی                                |
| طاووس سیاه                                          | ۱۹۷۴ | فیلمی از اُسوالدو چیویرانی که در دو نسخهٔ سافت‌کور (نوار ویدئویی ایتالیایی) و نسخهٔ هاردکور منتشر شد. | ایتالیا                                                           | ایتالیایی                              |
| برهنه برای شیطان                                    | ۱۹۷۴ | فیلمی از لوئیجی باتسلا که یک نسخهٔ اصلی (سافت‌کور؛ اکران‌شده در اواخر سال ۱۹۷۴ در ایتالیا) و یک نسخهٔ هاردکور (حاوی صحنه‌های سکسی، انجام‌شده توسط بدل‌کار به‌جای ریتا کالدرونی که در یک دی‌وی‌دی هلندی در دسترس است). | ایتالیا                                                           | ایتالیایی                              |
| در برج جوزا                                         | ۱۹۷۵ | سومین فیلم از مجموعه‌فیلم‌های جریان اصلی دانمارکی زودیاک به کارگردانی ورنر هیمن با صحنه‌های هاردکور. | دانمارک                                                           | دانمارکی                               |
| بیا کنار تخت من                                     | ۱۹۷۵ | چهارمین فیلم از مجموعه‌فیلم‌های کنار تخت (یک مجموعه‌فیلم کمدی جریان اصلی دانمارکی) به کارگردانی جان هیلبارد و یکی از دوفیلمی در این مجموعه که صحنه‌های هاردکور جنسی دارد. |                                                                   | دانمارکی                               |
| تصویر                                               | ۱۹۷۵ | فیلمی ردلی متزگر، بر پایهٔ رمانی به همین نام اثر کاترین رب-گریه که حاوی صحنه‌های فراوانی از سکس شبیه‌سازی‌نشده، از جمله آزارگری و آزارخواهی، قضیب‌لیسی و فرج‌لیسی است. |                                                                   | انگلیسی، فرانسوی                       |
| شماره دو                                            | ۱۹۷۵ | یکی از آثار ژان-لوک گدار که حاوی صحنه‌های جنسی آشکار فراوان است و پورنوگرافی و سیاست را درهم آمیخته است. دست‌کم یک فرج‌لیسی واقعی [اثبات‌شده} در این فیلم وجود دارد. |                                                                   | فرانسوی                                |
| داستان‌های زندگی و جنایت                             | ۱۹۷۵ | فیلمی از کارلو لیتزانی و مینو جاردا (یکی از فیلم‌نامه‌نویسان هم بود) که در نسخه‌های گوناگونی موجود است، از جمله نسخه‌ای با ۱۰ دقیقه از صحنه‌های هاردکور اضافی که توسط جاردا فیلمبرداری شده است. این نسخه را می‌توانید در یک بلوری کمیاب ایتالیایی که در سال ۲۰۱۸ منتشر شد، پیدا کنید. |                                                                   | ایتالیایی                              |
| امانوئل سیاه                                        | ۱۹۷۵ | فیلمی از بیتو آلبرتینی که دو نسخهٔ سافت‌کور و هاردکور دارد. نسخهٔ هاردکور را بدل‌کاران (به‌جای بازیگران اصلی) ایفا کردند. در ایتالیا، شرکت استورمووی نسخهٔ کامل هاردکور را بدون سانسور بر روی دی‌وی‌دی منتشر کرد. |                                                                   | ایتالیایی                              |
| انتقام امانوئل                                      | ۱۹۷۵ | نسخه آلمانی این فیلم به کارگردانی جو داماتو با عنوان بانو با گربه کوچولو حاوی صحنه‌های هاردکور با بازی بریژیت لائه است. |                                                                   | ایتالیایی                              |
| هزار و یک انحراف فلیسیا                             | ۱۹۷۵ | فیلمی از مکس پیکا که در اصل به‌صورت سافت‌کور ساخته شد اما پس از آسان‌گیری‌های والری ژیسکار دستن و ایجاد طبقه‌بندی X، پیکا مجبور شد یک نسخهٔ هاردکور هم از این فیلم بسازد. هر دو نسخهٔ فیلم در دی‌وی‌دی ایتالیایی فیلم موجود است. |                                                                   | فرانسوی                                |
| ولی چه کسی به لیندا تجاوز کرد؟                      | ۱۹۷۵ | دو نسخه متفاوت از این فیلم به کارگردانی خسوس فرانکو وجود دارد: نسخه سافت‌کور و نسخه فرانسوی هاردکور. |                                                                   | فرانسوی                                |
| زن خون‌آشام                                          | ۱۹۷۵ | خسوس فرانکو سه نسخه مختلف از این فیلم ساخت که در اصل کُنتس برهنه‌پستان نام داشت: یک نسخه خون‌آشامی محض تحتِ عنوانِ کُنتس سیاه، یک نسخهٔ اروتیک ترسناک تحتِ عنوانِ کُنتس برهنه‌پستان و یک نسخهٔ هاردکور به نامِ بلعنده‌ها. فیلم نخستین بار در فرانسه در مه ۱۹۷۵ تحت عنوانِ کُنتس سیاه منتشر شد. |                                                                   | فرانسوی                                |
| نشاط‌آفرینان                                         | ۱۹۷۵ | فیلمی به کارگردانی خسوس فرانکو. علاوه بر نسخهٔ اصلی فرانسوی که در سال ۱۹۷۵ منتشر شد، یک نسخه هاردکور ایتالیایی به نام لذت‌بخش‌های سکسی بر روی نوار ویدئو منتشر شده است. |                                                                   | فرانسوی                                |
| درندگان نوتردام                                     | ۱۹۷۵ | فیلمی به کارگردانی خسوس فرانکو که نسخه‌های متفاوتی از آن وجود دارد؛ از جمله نسخه‌ای تحتِ عنوانِ «سکس با جن‌زده» با صحنه‌های هاردکور. |                                                                   | فرانسوی، لاتین                         |
| ژوستین و ژولیت                                      | ۱۹۷۵ | فیلمی به کارگردانی ماک آلبری که صحنه‌های هاردکور دارد. |                                                                   | سوئدی                                  |
| مجلس‌گردان خون‌آشام است                               | ۱۹۷۵ | فیلمی به کارگردانی آلفردو ریتسو که در فرانسه با نامِ سامانتای سیری‌ناپذیر اکران شد. این نسخه شامل چند صحنه هاردکور است. |                                                                   | ایتالیایی                              |
| لب‌های خون                                           | ۱۹۷۵ | فیلمی به کارگردانی ژان رولین که در دو نسخه ساخته شد: یک نسخهٔ اصلی سافت‌کور (که با نام لب‌های خون در سال ۱۹۷۵ منتشر شد) و نسخه‌ای هاردکور (شامل صحنه‌ای از فرج‌لیسی که با عنوان خونم را بمک خون‌آشام در سال ۱۹۷۶ منتشر شد). |                                                                   | فرانسوی                                |
| رویاهای پورن (نام دیگر: واژه‌نامهٔ اِروتیسم)           | ۱۹۷۵ | رویاهای پورن اساساً مجموعه‌ای از صحنه‌های فیلم‌های اروتیک گوناگون است که توسط مکس پیکا بین سال‌های ۱۹۶۵ تا ۱۹۷۴ با سکانس‌های هاردکور اضافی ساخته شد. صحنه‌هایی از فیلم‌هایی چون گرم‌ترین شب، من یک نیمفومانیاک هستم، چگونه دخترها هوس می‌کنند و چند فیلم دیگر از آن دوران. |                                                                   | فرانسوی                                |
| وَم! بَـم! ممنون اسپیسمَن!                             | ۱۹۷۵ | این فیلم به کارگردانی ویلیام ام. لِوی در دو نسخه سافت‌کور و هاردکور ساخته شد. صحنه‌های هاردکور توسط بدل‌کاران اجرا شد. |                                                                   | انگلیسی                                |
| نقطه فروپاشی                                        | ۱۹۷۵ | سومین فیلم بو آرنه ویبینیوس کارگردان سوئدی دارای صحنه‌های سکس هاردکور است. |                                                                   | انگلیسی                                |
| رولز-رویس بیبی                                      | ۱۹۷۵ | فیلمی از اروین س. دیتریش که چندین صحنهٔ فرج‌لیسی روی لینا رومای دارد. |                                                                   | آلمانی                                 |
| اولویت با دختران است                                | ۱۹۷۵ | نسخه‌ای از فیلم با کارگردانی جوزف مک‌گراث با سکانس‌های هاردکور اضافی موجود است، اما مشخص نیست که بازیگران اصلی فیلم واقعاً خودشان صحنه‌های جنسی را بازی کرده باشند. |                                                                   | انگلیسی                                |
| سکسپلورر                                            | ۱۹۷۵ | یک فیلم کمدی جنسی بریتانیایی ساخته دِرِک فورد که نسخه‌ای با صحنه‌های هاردکور برای بازارهای خارجی هم دارد. |                                                                   | انگلیسی                                |
| سکس سخنگو                                           | ۱۹۷۵ | این فیلم به کارگردانی کلود مولو نخستین فیلم بلند هاردکور فرانسوی اکران‌شده در فرانسه است که با موفقیت بین‌المللی مواجه شد و اینک یک فیلم کالت محسوب می‌شود. این فیلم در نوامبر ۱۹۷۵ (در انتهای دوران آسان‌گیری والری ژیسکار دستن و یک ماه پیش از آغاز رتبه‌بندی X برای فیلم‌ها) در سینماهای فرانسه اکران شد). این فیلم در دو نسخهٔ هاردکور (دی‌وی‌دی آلفا فرانس) و نسخه سافت‌کوری (دی‌وی‌دی باخ فیلمز) موجود است. |                                                                   | فرانسوی                                |
| زندان زنان                                          | ۱۹۷۶ | فیلمی به کارگردانی خسوس فرانکو که نسخهٔ سانسور نشده‌اش صحنه‌هایی آشکار از انگشت کردن دارد که در دی‌وی‌دی بریتانیایی‌اش حذف شد تا فیلم بتواند درجهٔ ۱۸+ بگیرد. |                                                                   | فرانسوی                                |
| امانوئل در بانکوک                                   | ۱۹۷۶ | این فیلم به کارگردانی جو داماتو در نسخهٔ سانسور نشدهٔ ایتالیایی خود صحنه‌هایی از دخولِ توپ‌های پینگ-پنگ به داخل واژن دارد. |                                                                   | ایتالیایی                              |
| شهوت                                                | ۱۹۷۶ | فیلمی به کارگردانی مکس پیکا که یک نسخهٔ اصلی سافت‌کور (شهوت) و یک نسخهٔ هاردکور (طعمِ شیرینِ عسل) دارد. |                                                                   | فرانسوی                                |
| درز میستی بتهوون                                    | ۱۹۷۶ | یک فیلم اروتیک آمریکایی، بر پایهٔ نمایشنامهٔ پیگمالیون اثر جورج برنارد شاو (و اثر اشتقاقیِ آن بانوی زیبای من) که توسط ردلی متزگر کارگردانی شد و به‌لحاظ روایت داستان و صحنه‌پردازی به سطح توجه اجتماعی فراگیری رسید به نحوی که نویسندهٔ سرشناس استرالیایی-آلمانی تونی بنتلی، آن را «گل سر سبد» فیلم‌های عصر طلایی پورن می‌داند. |                                                                   | انگلیسی                                |
| آلیس در سرزمین عجایب                                | ۱۹۷۶ | یک کمدی موزیکال اروتیک. کریستین دی‌بل با جولیت گراهام آمیزش جنسی زنانهٔ واقعی انجام می‌دهند. این فیلم در اصل به‌عنوان یک فیلم سافت‌کور تولید شد، اما بعداً به‌صورت یک فیلم پورنوگرافی هاردکور هم تدوین شد و دربرگیرندهٔ فوتیج‌هایی بود که در هنگام ساخت، از فیلم اصلی حذف شده بودند، از جمله سکانسی از سکس دهانی کریستین دی‌بل با تهیه‌کننده فیلم، بیل آسکو که در فیلم سافت‌کور نیست اما در نسخهٔ هاردکور در سکانس کلاهدوز دیوانه گنجانده شد. |                                                                   | انگلیسی                                |
| ملوانان کنار تخت                                    | ۱۹۷۶ | ششمین و آخرین فیلم از مجموعه‌فیلم‌های دانمارکی کنار تخت یک مجموعه‌فیلم کمدی جریان اصلی به کارگردانی جان هیلبارد یکی از دوفیلمی در این مجموعه که صحنه‌های هاردکور جنسی دارد، از جمله صحنه‌های مبسوطی از فیلم کوتاه نقطه اوج رنگ شمارهٔ ۱۲۸۳: سکس سفارشی پستی (۱۹۷۳)، که خدمهٔ کشتی در حال تماشای آن هستند. |                                                                   | دانمارکی                               |
| در برج اسد                                          | ۱۹۷۶ | چهارمین فیلم از مجموعه‌فیلم‌های جریان اصلی دانمارکی زودیاک به کارگردانی ورنر هیمن با صحنه‌های هاردکور |                                                                   | دانمارکی                               |
| در قلمرو احساسات                                    | ۱۹۷۶ | این فیلم به کارگردانی ناگیسا اوشیما دارای بسیاری از مولفه‌های سینمای تجربی و آوانگارد است که دارای صحنه‌های سکس هاردکور هم هست و اندام تناسلی بازیگران را نشان می‌دهد. در قلمرو احساسات بر پایهٔ داستانی از سادا آبه ساخته شده و صحنه‌های از آمیزش جنسی واقعی و فرج‌لیسی را هم شامل می‌شود. |                                                                   | ژاپنی                                  |
| آنسوی آینه                                          | ۱۹۷۶ | فیلمی به کارگردانی جوناس میدلتون مولفه‌های سینمای تجربی و آوانگارد. میدلتون سه نسخه متفاوت از فیلم (دو نسخه سافت‌کور، یک نسخهٔ هاردکور) را به منظور عرضه فیلم به مخاطبانی از سطوح مختلف ساخته است. |                                                                   | انگلیسی                                |
| یک دختر واقعاً جوان                                  | ۱۹۷۶ | نخستین حضور کاترین بریا در یک فیلم بلند که در سال ۱۹۷۵ ساخته شد، اما به‌مدت ۲۵ سال به سبب ماهیت هاردکورِ محتوایِ آن توقیف شد. برخی از صحنه‌های بحث‌برانگیز شامل نمایش نمایی قدامی و واضح از واژن، مایعات بدن، ادرار و خودارضایی است. |                                                                   | فرانسوی                                |
| مارکی فون ساد                                       | ۱۹۷۶ | فیلمی از خسوس فرانکو. شرکت «اَسکات اِلیت انترتینمنت گروپ» نسخهٔ هاردکور کارگردان و نسخهٔ سافت‌کور فیلم را منتشر کرده است. |                                                                   | آلمانی                                 |
| دختران در ترافیک شب                                 | ۱۹۷۶ | بلوری آلمانی این فیلم خسوس فرانکو هر دو نسخهٔ هاردکور و سافت‌کور را دارد. |                                                                   | آلمانی                                 |
| لب‌های داغ                                           | ۱۹۷۶ | فیلمی به کارگردانی دموفیلو فیدانی که در دو نسخهٔ اصلی منتشر شد: یکی تحت عنوانِ لب‌های داغ/برانگیختگی و دیگری با نام لب‌های سوزان – که نسخهٔ هاردکور بود و بر روی نوار ویدئویی عرضه شد. |                                                                   | ایتالیایی                              |
| مهار                                                | ۱۹۷۶ | شرکت ایتالیایی-آمریکایی نوشِـیم هر دو نسخهٔ سانسورشده (سافت‌کور) و سانسور نشده (هاردکور) این فیلم پائولو پوئتی را منتشر کرده است. |                                                                   | ایتالیایی                              |
| دور دنیا در هشتاد رختخواب                           | ۱۹۷۶ | فیلمی از خسوس فرانکو که یک نسخهٔ هاردکور هم دارد. با این حال، اصالت اثر به عنوان یک فیلم موندوی «واقعی» بسیار مورد بحث است (طبق منابع). |                                                                   | آلمانی                                 |
| سکس اکسپرس                                          | ۱۹۷۶ | با نام سرگرمی‌ها هم شناخته می‌شود و توسط درک فورد کارگردانی شده و یک نسخهٔ «صادراتی» هاردکور دارد." |                                                                   | انگلیسی                                |
| اون پائین به کارت ادامه بده                         | ۱۹۷۶ | این فیلم بریتانیایی به کارگردانی رابرت یانگ نسخه‌هایی هاردکور دارد که بازیگران بدل‌کار در آن صحنه‌های سکسی را به‌جای بازیگران اصلی ایفا نموده‌اند. |                                                                   | انگلیسی                                |
| رازهای یک مرد بسیار جذاب                            | ۱۹۷۶ | این فیلم بریتانیایی به کارگردانی مورتون ال. لوئیس و آلن سِلوین، یک نسخه صادراتی هاردکور تحتِ عنوانِ «همیشه سخت‌تر می‌شود» هم دارد. |                                                                   | انگلیسی                                |
| مهمانی اداره                                        | ۱۹۷۶ | انین فیلم بریتانیایی به کارگردانی دیوید گرانت نیز یک نسخه صادراتی هاردکور دارد. |                                                                   | انگلیسی                                |
| زن و فرشته                                          | ۱۹۷۷ | فیلمی به کارگردانی ژیل کارل حاوی تعدادی فعالیت جنسی آشکار و شبیه‌سازی‌نشده بین ستاره‌های آن است. |                                                                   | فرانسوی                                |
| مأمور ۶۹ ینسن در برج عقرب                           | ۱۹۷۷ | پنجمین فیلم از مجموعه فیلم‌های دانمارکی و کمدی جریان اصلی زودیاک به کارگردانی ورنر هیمن با صحنه‌های هاردکور. |                                                                   | دانمارکی                               |
| سکس درخشان                                          | ۱۹۷۷ | دست‌کم دو نسخه از این فیلم توسط خسوس فرانکو وجود دارد: سافت‌کور با برهنگی آشکار (موجود بر روی دی‌وی‌دی که به نظر می‌رسد نسخهٔ اصلیِ فرانکو باشد که در فرانسه با نام دختری با آلت تناسلی براق نیز منتشر شده است) و نسخهٔ هاردکور (نسخه فرانسوی با تدوینی مجدد که برهنگی بیشتر و صحنه‌های هاردکور دارد، و بر روی دی‌وی‌دی موجود است). |                                                                   | فرانسوی                                |
| برو بخواب کوچولوی پامرغی                            | ۱۹۷۷ | فیلمی از آماسی دامیانی در ابتدا به صورت سافت‌کور فیلم‌برداری شد و (به ظاهر) در سال ۱۹۷۷ منتشر شد. چند سال بعد یک نسخه هاردکور تحت عنوان عشق‌های بیمارگونه یک کنتس کوچولو منتشر شد. |                                                                   | ایتالیایی                              |
| کاباره دختران منحرف                                 | ۱۹۷۷ | دست‌کم دو نسخه از این فیلم توسط خسوس فرانکو وجود دارد، نسخهٔ کارگردان (که در سال ۱۹۷۷ در فرانسه منتشر شد؛ همچنین یک دی‌وی‌دی آلمانی دارد) و یک نسخه هاردکور فرانسوی (که با افزودن صحنه‌های هاردکور ساخته شده اما بر روی دی‌وی‌دی منتشر نشد.) |                                                                   | آلمانی                                 |
| امانوئل در آمریکا                                   | ۱۹۷۷ | فیلمی از جو داماتو که دو نسخهٔ هاردکور و سافت‌کور دارد. |                                                                   | ایتالیایی                              |
| امانوئل – خشونت علیه زنان چرا؟                      | ۱۹۷۷ | نسخه اروپایی هاردکور این فیلم به کارگردانی جو داماتو که برای بازار فرانسه تهیه شده است، شامل صحنه‌های دخول جنسی، سکس دهانی و حیوان‌خواهی با مار و سگ است. |                                                                   | ایتالیایی                              |
| خواهر امانوئل                                       | ۱۹۷۷ | همچنین نسخه دانمارکی دی‌وی‌دی این فیلم به کارگردانی جوزپه واری با صحنه‌های سکس هاردکور موجود است. |                                                                   | ایتالیایی                              |
| عشق نازی کمپ ۳۷                                     | ۱۹۷۷ | فیلمی از ماریو کایانو، که در برخی نسخه‌ها با صحنه‌های هاردکور عرضه شد. |                                                                   | ایتالیایی                              |
| زیرِ تخت‌خواب                                         | ۱۹۷۷ | فیلمی بریتانیایی به کارگردانی دیوید گرانت (تهیه‌کننده) که برخی نسخه‌های آن دارای فوتیج هاردکور است. |                                                                   | انگلیسی                                |
| نشان                                                | ۱۹۷۷ | فیلم یونانی به کارگردانی ایلیاس میلیناکوس در دو نسخه سافت‌کور و نسخه هاردکور (با نامِ «فاحشه تلفنی») وجود دارد. |                                                                   | انگلیسی                                |
| جشن                                                 | ۱۹۷۷ | فیلمی از کارگردان پُرکار یونانیی اومیروس اِفستراتیادیس که نسخه‌های گوناگونی از جمله یک نسخهٔ هاردکور دارد. |                                                                   | یونانی                                 |
| موسیو ساد                                           | ۱۹۷۷ | فیلمی به کارگردانی ژاک رابین با یک «صحنهٔ پورنوگرافی واقعی» آغاز می‌شود، اما باقیِ فوتیج‌های فیلم بیشتر شبیه‌سازی شده‌اند. |                                                                   | فرانسوی                                |
| شب‌های داغ کالیگولا                                  | ۱۹۷۷ | یک کمدی عاشقانه به کارگردانی روبرتو بیانکی مونترو که در دو نسخه - یک سافت‌کور و دیگری هاردکور (شامل یک صحنه دخول و چند صحنه قضیب‌لیسی؛ ساخته‌شده برای بازارهای خارجی) - تولید شد. |                                                                   | ایتالیایی                              |
| مأمور ۶۹ ینسن در برج قوس                            | ۱۹۷۸ | ششمین و آخرین فیلم از مجموعه فیلم‌های دانمارکی و کمدی جریان اصلی زودیاک به کارگردانی ورنر هیمن با صحنه‌های هاردکور. |                                                                   | دانمارکی                               |
| پشت دیوارهای صومعه                                  | ۱۹۷۸ | نسخه سانسورنشده این فیلمِ «بهره‌کشی از راهبه» به کارگردانی والرین بروفچیک صحنهٔ هاردکور خودارضایی زنی با یک دیلدوی چوبی را نشان می‌دهد در حالی که چهره مسیح در یک انتهای آن نقاشی شده است. این سکانس، «واضح‌ترین صحنه جنسی در فیلم و آنچیزی است که فیلم را بدنام کرده است». |                                                                   | ایتالیایی                              |
| فیلم آبی                                            | ۱۹۷۸ | فیلمی به کارگردانی آلبرتو کاوالونه، که یک نسخه ۸ میلی‌متری سانسور نشده با صحنه‌های هاردکور دارد که شامل قضیب‌لیسی و صحنه‌های آمیزش جنسی است. |                                                                   | ایتالیایی                              |
| خواهر اورسولا                                       | ۱۹۷۸ | کارگردان فیلم انتسو میلیونی وجود دو نسخهٔ سافت‌کور و هاردکور (با صحنه‌های اضافه‌شده توسط تهیه‌کنندگان) فیلم را تأیید کرد. |                                                                   | ایتالیایی                              |
| ظهور گناه                                           | ۱۹۷۸ | فیلمی به کارگردانی خوزه رامون لاراس که در ابتدا در دو نسخه منتشر شد. نسخه بین‌المللی (که به‌طور قابل توجهی کوتاه‌شده؛ برش اصلی کارگردان با برخی صحنه‌های جنسی نسبتاً آشکار، که در هلند و سایر کشورهای اروپایی با نامِ تجاوز به فاحشه منتشر شد) و نسخه هاردکور (با صحنه‌های اضافه‌شده، منتشرشده در ایتالیا بر روی نوار ویدئو با سیستم پال تحتِ عنوانِ سودومانیا). بلوری منتشرشده در سال ۲۰۱۹ توسط شرکت «اَرو فیلمز»، برش اصلی و بدون سانسور خوزه رامون لاراس بود که برای نخستین بار منتشر شد. |                                                                   | اسپانیایی                              |
| سکس شاپ خیابان هفتم                                 | ۱۹۷۸ | یک فیلم اروتیک مُهیج (که با نام فروشگاه لذت در خیابان نیز شناخته می‌شود) به کارگردانی جو داماتو که در آغاز به صورت سافت‌کور فیلمبرداری شد و سپس به درخواست تهیه‌کنندگان، چند صحنه هاردکور هم بدان افزوده شد. نسخه کامل هاردکور فیلم را می‌توانید در دی‌وی‌دی ایتالیایی «چینکسی» که در سال ۲۰۱۵ منتشر شد، پیدا کنید. |                                                                   | ایتالیایی                              |
| داری دیوونه‌ام می‌کنی                                 | ۱۹۷۸ | نسخه‌ای هاردکور از این فیلم به کارگردانی دیوید گرانت موجود است، اما معلوم نیست که آیا هیچ‌یک از بازیگران اصلی خودشان صحنه‌های هاردکور را بازی کرده‌اند یا خیر. |                                                                   | انگلیسی                                |
| زنان هرزه                                           | ۱۹۷۹ | فیلمی به کارگردانی والرین بروفچیک که شامل سه داستان به ترتیب به نام‌های مارگریتا، مارسلین و ماری است. در داستان اول، مارگریتا، صحنه‌هایی از سکس شبیه‌سازی‌نشده وجود دارد. |                                                                   | فرانسوی، ایتالیایی                     |
| کالیگولا                                            | ۱۹۷۹ | تهیه‌کننده فیلم باب گوچونی، شش دقیقه از چندین صحنه هاردکور از جمله دخول جنسی، قضیب‌لیسی و انزال را به فیلم اضافه کرد. صحنه‌های فیلمبرداری شده توسط تینتو براس کاملاً سافت‌کور بودند. |                                                                   | انگلیسی                                |
| نگاره‌هایی در یک صومعه                               | ۱۹۷۹ | فیلمی از جو داماتو که دارای چندین صحنه جنسی آشکار از جمله سکس هاردکور در سکانس تجاوز جنسی است. |                                                                   | ایتالیایی                              |
| پلی متل                                             | ۱۹۷۹ | یک فیلم جالو به کارگردانی ماریو گاریاتسو حاوی صحنه‌های سکس هاردکور. |                                                                   | ایتالیایی                              |
| جالو در ونیز                                        | ۱۹۷۹ | فیلمی از ماریو لاندی که در بلوری عرضه‌شده توسط شرکت اسکورپیون ریلیزینگ حاوی صحنه‌های سکس هاردکور است. |                                                                   | ایتالیایی                              |
| مالابیمبا – بدکاره بدخواه                           | ۱۹۷۹ | فیلمی به کارگردانی آندرئا بیانکی حاوی صحنه‌های هاردکور (از جمله صحنه قضیب‌لیسی، اجرا شده توسط بازیگران اصلی فیلم). این فیلم در سپتامبر ۱۹۷۹ در ایتالیا منتشر شد. |                                                                   | ایتالیایی                              |
| عریان پشت میله‌های زندان                             | ۱۹۸۰ | فیلمی به کارگردانی اُسوالدو دی اولیویرا که صحنه‌های هاردکور دارد. این فیلم در سال ۱۹۸۰ در برزیل به نمایش درآمد و بعداً توسط بلو آندرگراند بر روی دی‌وی‌دی منتشر شد. |                                                                   | پرتغالی                                |
| هیولا در فضا                                        | ۱۹۸۰ | سورین فیلمز هم نسخه سافت‌کور (بدون رتبه) و هم نسخه هاردکورِ (ساخته شده با چند سکانس هاردکور جداگانه) این فیلم را به کارگردانی آلفونسو برشا منتشر کرد. مشخص نیست که کدام یک از این نسخه‌ها، نسخهٔ اصلی است. |                                                                   | ایتالیایی                              |
| قضیب‌لیسی                                            | ۱۹۸۰ | کارگردان فیلم آلبرتو کاوالونه اظهار داشت که این فیلم به جز یک صحنه شبیه‌سازی شده از رابطه جنسی دهانی، هیچ صحنه واضح دیگری از سکس ندارد. این ادعا توسط سایر اعضای تولید فیلم رد شد. نسخه هاردکور فیلم با حضور سه بازیگر گمنام فیلمبرداری شد که در فیلم‌های هاردکور کاوالونه دوباره با او همکاری کردند، از جمله پائولین تویچر، گویا لائوری فیلزی و حسن جبار. این فیلم توسط شرکت «دیستریبوتسیونه چینماتوگرافیکا» در ماه مه ۱۹۸۰ در ایتالیا توزیع شد. |                                                                   | فرانسوی، ایتالیایی                     |
| دوقلوهای شهوت‌ران                                    | ۱۹۸۰ | این فیلم آلبرتو کاوالونه یک نسخهٔ هاردکور و یک نسخهٔ سافت‌کور دارد. |                                                                   | ایتالیایی                              |
| شب‌های شهوانی مردگان زنده                            | ۱۹۸۰ | استادیار دانشگاه ایالتی لوئیزیانا دنی شیپکا در کتابش نقدی منفی برای فیلم نوشت و از بازیگری، صحنه‌های خونریزی و جنسی فیلم انتقاد کرد و به این نتیجه رسید که ادغام «سکس هاردکور و خشونت شدید، آزاردهنده است». |                                                                   | ایتالیایی                              |
| سکس سیاه                                            | ۱۹۸۰ | این فیلم به کارگردانی جو داماتو مورد توجه نویسندگان کتاب «چراغ قرمز» قرار گرفت. کتاب تولد و مراحل اولیه سینمای پورنوگرافی در ایتالیا آن را نخستین فیلم هاردکور ایتالیایی می‌داند که در سینماهای ایتالیا نمایش داده شد. در سایت موندو-دیجیتال توضیح داده شده است که چرا این فیلم را مانند اکثر فیلم‌های جو داماتو در آن دوره، «نمی‌توان به عنوان یک فیلم پورنوی سنتی طبقه‌بندی کرد». |                                                                   | ایتالیایی                              |
| سکس عمیق                                            | ۱۹۸۰ | یک فیلم ایتالیایی به کارگردانی مارینو جیرولامی حاوی صحنه‌های سکس هاردکور است. این فیلم در بسیاری از کشورهای اروپایی از جمله ایتالیا و سوئد اکران شد. |                                                                   | ایتالیایی                              |
| سکس تباه، دنیای خشن                                 | ۱۹۸۰ | فیلمی مستند به کارگردانی برونو ماتی در سبک موندو حاوی صحنه‌های هاردکور. مطابق منابع موجود، برخی از این «سکانس‌های موندو» در واقع بخش‌هایی هستند که از سایر فیلم‌های موندو بازیابی شده‌اند، نه خبرهای دارای مجوز، گزارش‌های تائیدشده یا فوتیج. |                                                                   | ایتالیایی                              |
| هرزگی                                               | ۱۹۸۰ | فیلمی ایتالیایی به کارگردانی رناتو پلسلی که مطابق برخی منابع، «بدنام‌ترین، توهین‌آمیزترین و چالش‌برانگیزترین فیلم او» است که در سال ۱۹۷۳ فیلمبرداری شد، اما به دلیل مشکلات سانسور تا سال ۱۹۷۹/۱۹۸۰ در سینما اکران نشد. نسخه کامل و سانسور نشدهٔ فیلم شامل صحنه‌هایی از انواع مختلف فعالیت‌های جنسی (که برخی از آنها هاردکور هستند) و صحنه‌هایی از خشونت/خونریزی است. |                                                                   | ایتالیایی                              |
| حس دشوار                                            | ۱۹۸۰ | نسخهٔ سانسور نشدهٔ این فیلمِ جو داماتو حاوی صحنه‌های هاردکور است. |                                                                   | ایتالیایی                              |
| اورینوکو: زندانی سکس (هتل پارادایس)                 | ۱۹۸۰ | هر دو نسخه سافت‌کور و هاردکور این فیلم به کارگردانی ادواردو مولارجا در دی‌وی‌دی دانمارکی شرکت اَنادر وُرلد اِنترتینمنت موجود است. |                                                                   | ایتالیایی                              |
| ارگاسم سیاه                                         | ۱۹۸۰ | این فیلم سافت‌کور به کارگردانی جو داماتو تنها یک صحنهٔ هاردکور گذرا داد. |                                                                   | ایتالیایی                              |
| عشق عجیب‌وغریب پورنو                                 | ۱۹۸۰ | کارگردان جو داماتو برای این فیلم، سکانس‌هایی از اِوای سیاه و امانوئل در بانکوک با چند فوتیج اضافی هاردکور را کنار هم قرار داد. |                                                                   | ایتالیایی                              |
| قاتلان پورنو                                        | ۱۹۸۰ | نسخه سانسور نشده این فیلم به کارگردانی روبرتو مائوری (آخرین فیلم او) حاوی صحنه‌های پُرمایه از خشونت و سکس هاردکور است. |                                                                   | ایتالیایی                              |
| اسپترس                                              | ۱۹۸۰ | این فیلم به کارگردانی پل ورهوفن دارای صحنه‌های سکس هاردکور آشکار از جمله رابطه جنسی دهانی است. |                                                                   | هلندی                                  |
| تاکسی به‌سوی توالت                                   | ۱۹۸۰ | فیلمی آلمانی به کارگردانی فرانک ریپلو مشتمل بر صحنه‌های هاردکور سکس همجنس‌گرایان مرد. |                                                                   | آلمانی، انگلیسی، فرانسوی               |
| میوه‌های شوق                                         | ۱۹۸۱ | فیلمی به کارگردانی شوجی ترایاما که حاوی صحنه‌های از قضیب‌لیسی شبیه‌سازی‌نشده (واقعی) است. |                                                                   | کانتونی، ژاپنی، انگلیسی، فرانسوی       |
| امانوئل در سوهو                                     | ۱۹۸۱ | فیلم بریتانیایی به کارگردانی دیوید هیوز که یک نسخه هاردکور با بازیگران متفاوت - دو زن و یک مرد - هم دارد. |                                                                   | انگلیسی                                |
| پورنو هولوکاست                                      | ۱۹۸۱ | استادیار دانشگاه ایالتی لوئیزیانا دنی شیپکا نقدی منفی برای این فیلم نوشت و از بازیگری، و صحنه‌های خونریزی و جنسی آن انتقاد کرد و به این نتیجه رسید و به این نتیجه رسید که ادغام «سکس هاردکور و خشونت شدید، آزاردهنده است.» |                                                                   | ایتالیایی                              |
| خیال‌بافی                                            | ۱۹۸۱ | یک فیلم ژلپنی که در آن کیوکو آیزومه در چند صحنه سکس شبیه‌سازی‌نشده نقش‌آفرینی می‌کند. |                                                                   | ژاپنی                                  |
| کالیگولا… قصه ناگفته                                | ۱۹۸۲ | نسخهٔ سانسور نشدهٔ فیلم به کارگردانی جو داماتو حاوی صحنه‌هایی از اعمال هاردکور جنسی مختلف است. این فیلم در ایتالیا و سایر کشورهای اروپایی در سینماها و ویدیوهای خانگی در چندین نسخه مختلف سافت‌کور و هاردکور منتشر شد. |                                                                   | ایتالیایی                              |
| رسوایی                                              | ۱۹۸۲ | فیلمی از جرج میهالکا که صحنه‌های سافت‌کور و هاردکور دارد. |                                                                   | فرانسوی                                |
| مکاشفه جنسی                                         | ۱۹۸۲ | فیلمی از کارلوس آئورد و سرجو برگونتسلی (نامش در عنوان‌بندی نیامده) در دو نسخه سافت‌کور (در دی‌وی‌دی اسپانیایی) و نسخه هاردکور (نوار ویدئویی ایتالیایی) منتشر شد. |                                                                   | اسپانیایی                              |
| آفرودیت                                             | ۱۹۸۲ | فیلمی به کارگردانی رابرت فوست (آخرین فیلم بلند او)، که شامل صحنه‌ای است که در آن بخشی از انگشت شست پا در واژن فرو می‌شود. این فیلم در ژوئیه ۱۹۸۲ در سینماهای فرانسه اکران شد. |                                                                   | فرانسوی                                |
| کوتوله شهوانی                                       | ۱۹۸۲ | فیلمی به کارگردانی آلبرتو کاوالونه که دو نسخه دارد: نسخهٔ سافت‌کور تحت عنوانِ گرفتار شدن و نسخهٔ هاردکور تحت عنوانِ مراقب کودک [که در فرانسه با نام باسن کوچک نوجوان (برای اعضای حمایت کننده) منتشر شد.] |                                                                   | ایتالیایی                              |
| شب‌های من با مسالینا                                 | ۱۹۸۲ | یک فیلم اروتیک اسپانیایی پِپلوم به کارگردانی خائیمه خ. پوئیگ شامل صحنه‌های هاردکور (که «محدود و تا حدودی سنجیده هستند؛ با تأکید بیشتر بر شخصیت‌ها و روایت اروتیک» فیلم) و صحنه‌های خشونت‌آمیز است. این یکی از اولین فیلم‌هایی است که بعد از مرگ فرانسیسکو فرانکو در سال ۱۹۷۵ در آن کشور تولید شد که به فضای سانسور آرام‌تری منجر شد. |                                                                   | اسپانیایی                              |
| باکرهٔ کالیگولا                                      | ۱۹۸۲ | یک فیلم اروتیک اسپانیایی پِپلوم به کارگردانی خائیمه خ. پوئیگ شامل صحنه‌های جنسی گوناگون از جمله صحنه‌های هاردکور. |                                                                   | اسپانیایی                              |
| لوس دل فوئگو                                        | ۱۹۸۲ | فیلمی برزیلی به کارگردانی دیوید نویس که روایت‌کنندهٔ داستان خالی‌از تعصب و عاشقانه‌ای در مورد هنرمند جنجالی کاباره لوس دل فوئگو است. فیلم شامل صحنه ای است که در آن بازیگر اصلی زن، آلت تناسلی مردی را می‌مالد. |                                                                   | پرتغالی                                |
| گم‌شده در سدوم                                       | ۱۹۸۲ | این فیلم برزیلی به نویسندگی و کارگردانی نیلتون ناسیمنتو که با عنوان دختر گم‌شده در سدوم هم شناخته می‌شود شامل چندین صحنه هاردکور از قضیب‌لیسی و دخول است. |                                                                   | پرتغالی                                |
| جنایت نفسانی                                        | ۱۹۸۳ | فیلمی جالو به کارگردانی چزاره کانواری در دو نسخه سافت‌کور (به صورت یک فیلم دلهره‌آور امروزی) و نسخه هاردکور منتشر شد. |                                                                   | ایتالیایی                              |
| عروسک شیطان                                         | ۱۹۸۳ | فیلمی به کارگردانی ماریو بیانکی که دو نسخه دارد: نسخهٔ اروتیکِ ترسناک (سافت‌کور، به ترتیب در اسپانیا و ایتالیا در فوریه و ژوئیه ۱۹۸۳ منتشر شد) و نسخه‌ای هاردکور (تحتِ عنوانِ ارگاسم شیطان در ایتالیا. اگرچه بیانکی و تهیه‌کننده فیلم گابریله کریسانتی وجود این نسخهٔ هاردکور را انکار کرده بودند، اما این نسخه در سال ۲۰۰۷ در یک دی‌وی‌دی آلمانی منتشر شد.). |                                                                   | ایتالیایی                              |
| تصرف تایگر مانتین                                   | ۱۹۸۳ | فیلمی از تام هاکابی و کنت اسمیت، که نقش اصلی‌اش را بیل پکستون ایفا کرد و در آنچندین صحنهٔ آشکار سکس از جمله یک قضیب‌لیسی هاردکور کوتاه وجود دارد. |                                                                   | انگلیسی                                |
| امانوئل ۴                                           | ۱۹۸۴ | این فیلم به کارگردانی فرانسیس لوروآ و ایریس لتان که دست‌کم در دو نسخه دارد. نوار ویدئویی کانادایی آن شامل ۳ صحنه هاردکور، از جمله رابطه جنسی دهانی و آمیزش جنسی شبیه‌سازی‌نشده است. |                                                                   | فرانسوی                                |
| لیلیان، باکره منحرف                                 | ۱۹۸۴ | فیلمی به کارگردانی خسوس فرانکو که حاوی چندین سکانس هاردکور است که طبق منابع موجود بعداً به‌عنوان صحنه‌های اضافی برای بسط صحنه‌های جنسیِ پیشینِ موجود، اضافه شد، زیرا فیلم در وهله اول به عنوان یک درام «کم‌هزینه» فیلم‌برداری شده بود.این فیلم در سال ۱۹۸۴ در اسپانیا اکران شد و از طریق کیوسک‌های دی‌وی‌دی در دسترس است. |                                                                   | اسپانیایی                              |
| گوشه دنج                                            | ۱۹۸۵ | فیلمی از جو داماتو حاوی صحنه‌های واقعی آمیزش جنسی. |                                                                   | ایتالیایی                              |
| زنان جیمز جویس                                      | ۱۹۸۵ | این فیلم به کارگردانی مایکل پیرس بر اساس رمان اولیس اثرِ جیمز جویس ساخته شده است و حدود بیست دقیقه خودارضایی واقعی شبیه‌سازی‌نشده توسط فیونولا فلانگان بازیگر نقش اول زن نمایش داده می‌شود. |                                                                   | انگلیسی                                |
| شیطان در بدن                                        | ۱۹۸۶ | فیلمی از مارکو بلوکیو شامل صحنه کوتاهی از قضیب‌لیسی است که طی آن مرد بازگشت ولادیمیر لنین به سنت پترزبورگ را در سال ۱۹۱۷ برای زن روایت می‌کند. |                                                                   | ایتالیایی                              |
| امانوئل ۵                                           | ۱۹۸۷ | فیلمی هاردکور به کارگردانی والرین بروفچیک که دست‌کم سه نسخه دارد. نسخه هاردکور فقط در فرانسه بر روی نوار ویدئویی منتشر شد و شامل صحنه‌های آمیزش جنسی، سکس دهانی، خودارضایی و ادرارکردن است. |                                                                   | انگلیسی، فرانسوی                       |
| امانوئل ۶                                           | ۱۹۸۸ | نسخه‌ای هاردکور از این فیلم برونو زینکونه و ژان رولین در فرانسه بر روی نوار ویدئویی منتشر شد که باعث شد حدود ۱۰ دقیقه طولانی‌تر از نسخه دی‌وی‌دی آمریکایی‌اش باشد. |                                                                   | فرانسوی                                |
| هتل سنت پائولی                                      | ۱۹۸۸ | فیلمی به کارگردانی اسون وام که در آن رابطه جنسی دهانی شبیه‌سازی‌نشده نشان داده می‌شود. |                                                                   | نروژی، سوئدی                           |
| کودکستان                                            | ۱۹۸۹ | این فیلم آرژانتینی به کارگردانی خورخه پولاکو به دلیل استفاده از افراد زیر سن قانونی برای صحنه‌های سکس و همچنین به دلیل یک سکانس کوتاه هاردکور از قضیب‌لیسی به مدت ۲۰ سال (در آرژانتین) توقیف بود. |                                                                   | اسپانیایی                              |
| پاگانینی                                            | ۱۹۸۹ | نخستین کارگردانی کلاوس کینسکی. به‌گفته یکی از منتقدان: «[...] حقیقتاً فوق‌العاده عجیب است، در لحظاتی فیلمی بی‌رحمانه و تقریباً تجربی با صحنه‌های سافت‌کور و هاردکور فراوان [...]» |                                                                   | ایتالیایی                              |
| توکیو انحطاط                                        | ۱۹۹۲ | فیلمی از ریو موراکامی دربارهٔ روسپی‌گری در ژاپن شامل صحنه‌های آشکار و واضح جنسی، از جمله استفاده واضح از ویبراتور و دیلدو بنددار است، و همچنین صحنه‌ای از ادرار کردن. با این حال، «موراکامی این فیلم را برای تحریک میل جنسی مردم نساخت؛ او می‌خواست زشتی‌های بالقوه ای را که می‌تواند از طریق رابطه جنسی به وجود آید، آشکار کند.» |                                                                   | ژاپنی، انگلیسی                         |
| کشتن نرم                                            | ۱۹۹۴ | نسخهٔ دی‌وی‌دی این فیلمِ الی کوهن حاوی صحنه دخول جنسی است. |                                                                   | انگلیسی                                |
| یک دختر تنها                                        | ۱۹۹۵ | فیلمی به کارگردانی بنوآ ژکو که یک صحنه کوتاه از دخول جنسی شبیه‌سازی‌نشده دارد. |                                                                   | فرانسوی                                |
| سه‌گانهٔ شهوت                                         | ۱۹۹۵ | یک فیلم بالای ۱۸ سال هنگ کنگی، حاوی دخول جنسی غیر شبیه‌سازی شده و قضیب‌لیسی. |                                                                   | کانتونی                                |
| زندگی مسیح                                          | ۱۹۹۷ | «در این فیلم، برونو دومون برای تأکید بر ماهیت حیوانی عمل جنسی، نماهای نزدیک افراط‌آمیزی از دخول را در نظر گرفت.» |                                                                   | فرانسوی                                |
| پخمه‌ها                                              | ۱۹۹۸ | این فیلم به کارگردانی لارس فون تریه صحنه‌هایی کوتاه از دخول جنسی و سکس گروهی دارد. |                                                                   | دانمارکی                               |
| ملال                                                | ۱۹۹۸ | فیلمی به کارگردانی سیدریک کان شامل صحنه‌های سکس شبیه‌سازی‌نشده است. |                                                                   | فرانسوی                                |
| فیونا                                               | ۱۹۹۸ | فیلمی از آموس کولیک که دارای یک صحنه کوتاه واقعی از سکس دهانی است. |                                                                   | انگلیسی                                |
| عیسی یک فلسطینی است                                 | ۱۹۹۹ | فیلم هلندی حاوی صحنه واقعی دخول جنسی. |                                                                   | هلندی                                  |
| رمانس                                               | ۱۹۹۹ | فیلمی از کاترین بریا حاوی صحنه‌های خودارضایی مردانه و زنانه، قضیب‌لیسی، دخول جنسی، انزال و بانداج (خِفت‌بندی) سادومازوخیستی. |                                                                   | فرانسوی                                |
| پولا ایکس                                           | ۱۹۹۹ | «پولا ایکس به خاطر اعمال جنسی غیرشبیه‌سازی‌شده‌اش بین گیوم دوپاردیو (پی‌یر) و یکاترینا گولوبوا (ایزابل) شهرت بدی در سراسر جهان یافت. اگرچه از بدل‌کار برای صحنه‌های جنسی استفاده شد.» |                                                                   | فرانسوی                                |
| گرگینه                                              | ۱۹۹۹ | فیلمی از آئورلیو گریمالدی شامل صحنه ای از قضیب‌لیسی شبیه‌سازی‌نشده. |                                                                   | ایتالیایی                              |
| مرا ببین                                            | ۱۹۹۹ | فیلمی به کارگردانی داویده فراریو حاوی صحنه‌های سکس شبیه‌سازی‌نشده، از جمله قضیب‌لیسی «الیزابتا کاوالوتی». |                                                                   | ایتالیایی                              |
| خفه‌کنندهٔ خون‌آشام                                    | ۱۹۹۹ | فیلمی از ویلیام هلفایر فلاتیو که دارای قضیب‌لیسی شبیه‌سازی‌نشده و برخی صحنه‌های هاردکور دیگر است. |                                                                   | انگلیسی                                |
| دروغ‌ها                                              | ۱۹۹۹ | حاوی آمیزش جنسی شبیه‌سازی‌نشده، قضیب‌لیسی، کوپروفیلیا و سادومازوخیسم. |                                                                   | کره‌ای                                  |
| سوگنامهٔ توکیو                                       | ۱۹۹۹ | در این فیلم صحنه‌های آمیزش جنسی شبیه‌سازی‌نشده، قضیب‌لیسی، فرج‌لیسی است که توسط بازیگر هلندی تام هافمن و بازیگر پورن ژاپنی مائی هوشینو اجرا شده است. |                                                                   | ژاپنی، هلندی                           |
| بز-موآ                                              | ۲۰۰۰ | دارای چندین صحنه واقعی جنسی، از جمله دخول و قضیب‌لیسی. |                                                                   | فرانسوی                                |
| روح                                                 | ۲۰۰۰ | حاوی صحنه‌ای شبیه‌سازی‌نشده از قضیب‌لیسی همجنس‌گرایان. |                                                                   | پرتغالی                                |
| کتابچه مصور                                         | ۲۰۰۰ | این فیلم به کارگردانی اریک استانتسه شامل اعمال جنسی بدون دخول (قضیب‌لیسی هاردکور و ادرار کردن بازیگر مرد بر روی یک بازیگر زن) است. |                                                                   | انگلیسی                                |
| نزدیکی                                              | ۲۰۰۱ | دارای صحنه‌های قضیب‌لیسی است. |                                                                   | انگلیسی                                |
| پورنوساز                                            | ۲۰۰۱ | این فیلم به کارگردانی برتران بونلو صحنه‌های سکس هاردکور از جمله دخول جنسی را نشان می‌دهد. |                                                                   | فرانسوی                                |
| لوسیا و سکس                                         | ۲۰۰۱ | فیلمی به کارگردانی خولیو مدم شامل چندین صحنه واقعی جنسی، از جمله دخول و قضیب‌لیسی از فیلم پورن ساخته شده توسط یکی از شخصیت‌های فیلم و همچنین تحریک دستی آلت تناسلی و فرج‌لیسی که توسط یکی از شخصیت‌های فیلم بر روی شخصیت دیگر انجام می‌شود. |                                                                   | انگلیسی، اسپانیایی                     |
| روزهای سگی                                          | ۲۰۰۱ | نخستین فیلم داستانی کارگردان اولریش سیدل شامل صحنه عیاشی هاردکور است. |                                                                   | آلمانی                                 |
| مرکز جهان                                           | ۲۰۰۱ | فیلمی از وین وانگ شامل یک صحنه واقعی است که در آن یک رقصنده یک آبنبات چوبی را وارد واژن خود می‌کند (این صحنه را بازیگر پورنو آلیشا کلس اجرا کرد). |                                                                   | انگلیسی                                |
| دوست‌دختر لازارو                                     | ۲۰۰۲ | این فیلم به کارگردانی فرناندو مرینرو قضیب‌لیسی واقعی دارد. |                                                                   | اسپانیایی                              |
| گرگ وست‌کوست                                         | ۲۰۰۲ | فیلمی به کارگردانی اوگو سانتیاگو با بازی جیمز فوکنر و آنا موگلالیس که دارای سکس شبیه‌سازی‌نشده است. |                                                                   | انگلیسی، فرانسوی                       |
| ارادتمند شما                                        | ۲۰۰۲ | فیلمی به کارگردانی اپیچاتپونگ ویراستاکول که دارای یک صحنه شبیه‌سازی‌نشده از تحریک دستی آلت تناسلی است که منجر به نعوظ می‌شود. |                                                                   | تایلندی                                |
| چیزهای محرمانه                                      | ۲۰۰۲ | فیلمی از ژان-کلود بریسو دربارهٔ تمایلات جنسی زنانه که تعدادی صحنه جنسی آشکار از جمله خودارضایی یک شخصیت زن و صحنه‌ای از اُرجی هاردکور را نشان می‌دهد. این فیلم، نخستین فیلم از یک سه‌گانه است. |                                                                   | فرانسوی                                |
| کن پارک                                             | ۲۰۰۲ | فیلمی به کارگردانی لری کلارک که دارای صحنه‌های سکس شبیه‌سازی‌شده و شبیه‌سازی‌نشده مانند صحنه خودارضایی و انزال مردانه است. |                                                                   | انگلیسی                                |
| خرگوش قهوه‌ای                                        | ۲۰۰۳ | فیلمی از وینسنت گالو با صحنه ای از قضیب‌لیسی واقعی. |                                                                   | انگلیسی                                |
| امتحان کن!                                          | ۲۰۰۳ | فیلمی به کارگردانی تینتو براس که دو نسخهٔ دی‌وی‌دی مختلف دارد: برش کارگردان (ایتالیایی) که حاوی صحنه رابطه جنسی دهانی واقعی است و نسخهٔ جایگزین تحت عنوانِ برش تهیه‌کننده (انگلیسی) که در آن صحنه سکس شبیه‌سازی‌نشده را حذف کرده‌اند. |                                                                   | ایتالیایی، فرانسوی، انگلیسی، اسپانیایی |
| ونیز سرخ                                            | ۲۰۰۳ | فیلمی به کارگردانی آندرئاس بتمان با بسیاری از صحنه‌های سکس هاردکور، به‌ویژه میان لزبین‌ها. |                                                                   | آلمانی                                 |
| قواعد شهوت                                          | ۲۰۰۳ | فیلمی بریتانیایی به کارگردانی پنی وولکاک که یک «صحنهٔ اُرجی بالای ۱۸ سال دارد.» |                                                                   | انگلیسی                                |
| کالبدشناسی دوزخ                                     | ۲۰۰۴ | فیلمی به کارگردانی کاترین بریلات که بر اساس بررسی «هیئت بازبینی و طبقه‌بندی فیلم استرالیا» دارای «سکس واقعی، صحنه‌های جنسی بالای ۱۸ سال و مضامین بالای ۱۸ سال» است. |                                                                   | فرانسوی                                |
| ۹ آهنگ                                              | ۲۰۰۴ | چندین صحنه سکس شبیه‌سازی‌نشده از جمله دخول، قضیب‌لیسی، فرج‌لیسی و انزال دارد. |                                                                   | انگلیسی                                |
| داستان چشم ژرژ باتای                                | ۲۰۰۴ | بر پایهٔ رمان داستان چشم اثر ژرژ باتای و به کارگردانی اندرو ریپاسکی مک‌الینی ساخته شد و حاوی سکس شبیه‌سازی‌نشده و هاردکور است. |                                                                   | انگلیسی                                |
| زبان عشق                                            | ۲۰۰۴ | یک فیلم سوئدی (تخیلی) آموزشی جنسی به کارگردانی «آندِش لِـنبری»، که صحنه‌های واقعی از آمیزش جنسی را نشان می‌دهد. این فیلم اکران محدودی داشت و در مدارس نمایش داده شد و یک نسخه دی‌وی‌دی نیز دارد. |                                                                   | سوئدی                                  |
| پسر احمق                                            | ۲۰۰۴ | فیلمی از لیونل بایر که «صحنه‌های واقعی و پُرمایهٔ سکس» دارد. این فیلم دست‌کم در سه کشور اروپایی از جمله فرانسه، آلمان و اسپانیا به نمایش درآمد. |                                                                   | فرانسوی                                |
| همه‌چیز درباره آنا                                   | ۲۰۰۵ | فیلمی به کارگردانی جسیکا نیلسون، با صحنه‌ای از آمیزش جنسی که آیلین دیلی و گری بی و چند بازیگر مرد دیگر آن را اجرا کردند؛ قضیب‌لیسی با انزال که توسط آیلین دیلی بر روی مارک استیونز صورت پذیرفت، فرج‌لیسی که توسط اویدی بر روی گری بی انجام شد. |                                                                   | دانمارکی                               |
| نبرد در بهشت                                        | ۲۰۰۵ | فیلمی به کارگردانی کارلوس ریگاداس با سکانس آغازین سکس شبیه‌سازی‌نشده میان آناپولا موشکادیز و مارکوس اِرناندس. |                                                                   | اسپانیایی                              |
| ۸میلی‌متری ۲                                         | ۲۰۰۵ | فیلمی به کارگردانی جی.اس. کاردون که شامل صحنه‌های اروتیک مختلفی چون سکس گروهی، خودارضایی زنانه، تحریک دهانی، صحنه‌های پورنوگرافی واقعی، و فرج‌لیسی لزبین‌ها می‌شود. |                                                                   | انگلیسی                                |
| بوسه بر دهان                                        | ۲۰۰۵ | فیلمی از جو سوانبرگ شامل یک صحنه واقعی از خودارضایی همراه با انزال است. |                                                                   | انگلیسی                                |
| ابر سرکش                                            | ۲۰۰۵ | فیلمی از سای مینگ-لیانگ با صحنه‌هایی از قضیب‌لیسی و دخول. |                                                                   | ماندارین                               |
| شاهزاده‌ها                                           | ۲۰۰۵ | فیلمی به فرناندو لئون د آرانوا با صحنه‌ای واضح از قضیب‌لیسی. |                                                                   | اسپانیایی                              |
| با من بخواب                                         | ۲۰۰۵ | فیلمی از کلمنت ویرگو، بر پایهٔ رمانی به همین نام حاوی صحنه‌های «سکس متوسط تا هاردکور». |                                                                   | انگلیسی، اسپانیایی                     |
| غیرممنوعه                                           | ۲۰۰۶ | این فیلم تلفیقی از هفت فیلم کوتاه است که توسط هنرمندان و فیلمسازان مستقل ساخته شده است تا به «کاوش در مرز ظریفی که هنر و پورنوگرافی را از هم جدا می‌کند» بپردازد و حاوی «صحنه‌های واقعی و پُرمایهٔ سکس» است. |                                                                   | انگلیسی                                |
| شرتباس                                              | ۲۰۰۶ | چندین بازیگر فیلم، اعمال جنسی واقعی از جمله خودارضایی آشکار، اتوفلاتیو، مقاربت و قضیب‌لیسی انجام می‌دهند. |                                                                   | انگلیسی                                |
| تاکسیدرمی                                           | ۲۰۰۶ | فیلمی به کارگردانی جرج پالفی شامل دو سکانس از اعمال جنسی واقعی (خودارضایی مردانه و دخول واژینال). |                                                                   | انگلیسی، روسی، مجاری                   |
| فرشتگان نابودگر                                     | ۲۰۰۶ | دومین فیلم ژان-کلود بریسو که تمایلات جنسی زنانه را بررسی می‌کند و خودارضایی زنانه شبیه‌سازی‌نشده را نشان می‌دهد. |                                                                   | فرانسوی                                |
| کشف کن (نام دیگر: عشق دیوانه)                       | ۲۰۰۶ | نخستین فیلم بلند فلیتسیتاس کرون با چندین صحنهٔ سکس واقعی. |                                                                   | آلمانی                                 |
| طبل‌زن پیشین                                         | ۲۰۰۷ | یک فیلم فلاندری به کارگردانی کوئن مورتیه؛ حاوی «صحنه‌های واقعی و پُرمایهٔ سکس». این فیلم در بلژیک و هلند به نمایش درآمد. |                                                                   | هلندی                                  |
| خوبه! همه چیز خوبه.                                 | ۲۰۰۷ | این فیلم به کارگردانی دیوید برادرز و کریسپین گلاور حاوی دخول جنسی واقعی است. |                                                                   | انگلیسی                                |
| داستان ریچارد او.                                   | ۲۰۰۷ | این فیلم توسط دامیان اودول صحنه‌های سکس شبیه‌سازی‌نشده دارد. |                                                                   | فرانسوی، فنلاندی                       |
| واردات/صادرات                                       | ۲۰۰۷ | دومین فیلم بلند اولریش زایدل حاوی تصاویری از اعمال جنسی واقعی مانند انگشت‌کردن و سکس دهانی است. |                                                                   | آلمانی، اسلواک، روسی، انگلیسی          |
| شهوت، احتیاط                                        | ۲۰۰۷ | دارای آمیزش شبیه‌سازی‌نشده است. |                                                                   | ماندارین، کانتونی                      |
| پذیرایی                                             | ۲۰۰۸ | این فیلم به کارگردانی بریانته مندوزا قضیب‌لیسی آشکار دارد. |                                                                   | فیلیپینی، تاگالوگ                      |
| مانیل استوایی                                       | ۲۰۰۸ | این فیلم به کارگردانی سانگ-وو لی حاوی چندین عمل جنسی آشکار از جمله قضیب‌لیسی واقعی است. |                                                                   | فیلیپینی، کره‌ای                        |
| اتو؛ یا برخاسته با مردگان                           | ۲۰۰۸ | فیلمی از بروس لابروس حاوی «صحنه‌های واقعی و پُرمایهٔ سکس». |                                                                   | انگلیسی، آلمانی                        |
| به‌سوی ماجرا                                         | ۲۰۰۸ | سومین فیلم ژان-کلود بریسو دربارهٔ تمایلات جنسی زنان شامل بسیاری از صحنه‌های جنسی آشکار، از جمله خودارضایی و ارگاسم واقعی زنانه. |                                                                   | فرانسوی                                |
| قاتل پورن استار آماتور ۲                            | ۲۰۰۸ | فیلمی به کارگردانی «شین رایان» که شامل صحنه‌های آشکار دخول و رابطه جنسی دهانی است. دومین فیلم از یک سه‌گانه. |                                                                   | انگلیسی                                |
| گوی‌های به‌شیارافتاده                                 | ۲۰۰۸ | فیلمی کانادایی به کارگردانی رایان نیکلسون که دست‌کم دو نسخه دارد. نسخه اصلی که دارای نماهای آشکار از اندام تناسلی مرد و زن است و اصطلاحاً نسخه پین-اِتریشن نامیده می‌شود که اساساً همان نسخه اصلی است به اضافهٔ صحنه‌های هاردکور کوتاهی که بدان اضافه شده است، از جمله نمایی از دخول واژن با یک آلت تناسلی (پلاستیکی) یک در هنگام صحنه تجاوز؛ بنابراین، نسخه پین-اِتریشن تنها ۲۰ ثانیه طولانی‌تر از نسخه اصلی است و همچنین توصیه‌هایی برای بزرگسالان دارد. |                                                                   | انگلیسی                                |
| خانه مانکن‌های گوشتی                                 | ۲۰۰۹ | فیلمی به کارگردانی دومیتسیانو کریستوفارو با صحنه‌های واقعی از رابطه جنسی و (حداقل چند) صحنه واقعی شکنجه که به ترتیب توسط ستاره‌های پورن بین‌المللی و هنرمندان فزونگرای هنرِ بدن اجرا می‌شوند. نسخه دی‌وی‌دی آمریکایی، همان نسخه کارگردان است. |                                                                   | انگلیسی                                |
| ضدمسیح                                              | ۲۰۰۹ | این فیلم ساخته لارس فون تریه صحنه‌ای از آمیزش جنسی واژینال دارد و همچنین شامل تصاویر واضح خشونت‌آمیز جنسی است. برای ساخت فیلم از بدل‌کار استفاده شده است. |                                                                   | انگلیسی                                |
| به خلأ وارد شو                                      | ۲۰۰۹ | فیلمی از گاسپار نوئه با سکانسی طولانی از سکس هاردکور. |                                                                   | انگلیسی، ژاپنی                         |
| گروه                                                | ۲۰۰۹ | این فیلم به کارگردانی آنا براونفیلد دارای سکانس‌های متعددی از سکس شبیه‌سازی‌نشده است. |                                                                   | انگلیسی                                |
| دندان نیش                                           | ۲۰۰۹ | فیلمی از یورگوس لانتیموس. «از تصاویر یک رابطه جنسی واقعی مختصر برای نشان دادنِ سبک زندگی غیرمعمول و ناکارآمدی استفاده می‌شود که ناشی از انزوای سازمان‌دهی شده توسط پدر دیکتاتور، از جمله زنای با محارم است.» |                                                                   | یونانی                                 |
| فرشتگانی با بال‌های آلوده                            | ۲۰۰۹ | فیلمی از رولاند ریبر که در آن آنتیه نیکلا مونینگ یک سکس واقعی مقابل دوربین انجام می‌دهد. |                                                                   | آلمانی                                 |
| حالا و بعد                                          | ۲۰۰۹ | فیلم مستقل آمریکایی ساخته کارگردان فرانسوی فیلیپ دیاز، حاوی صحنه‌های سکس شبیه‌سازی‌نشده متعدد و یک صحنه سکس دهانی واقعی توسط شاری سولانیس، بر روی بازیگر مرد جیمز وُرثام. |                                                                   | انگلیسی                                |
| باغ‌وحش انسانی                                       | ۲۰۰۹ | فیلمی به کارگردانی ری راسموسن حاوی فرج‌لیسی واقعی و شبیه‌سازی‌نشده. |                                                                   | انگلیسی، صربی، آلبانیایی، فرانسوی      |
| سرگذشت بسیار معمولی                                 | ۲۰۰۹ | فیلمی به کارگردانی آنوچا سوویچاکورنپونگ که شامل صحنه‌ای واضح از خودارضایی مردانه است. |                                                                   | تایلندی                                |
| شیوه‌های رختخواب                                     | ۲۰۱۰ | این فیلم به کارگردانی «رولف پیتر کال» صحنه‌های واقعی جنسی از جمله دو صحنهٔ خودارضایی را نشان می‌دهد. |                                                                   | آلمانی                                 |
| کمدی سکسی ریو                                       | ۲۰۱۰ | فیلمی از جاناتان نوسیتر شامل یک صحنه جنسی شبیه‌سازی‌نشده و واقعی با بازی ایرن ژاکوب است. |                                                                   | انگلیسی، فرانسوی                       |
| بازی بانی                                           | ۲۰۱۰ | این فیلم به کارگردانی «آدام رِمایر» شامل صحنه‌ای طولانی از سکس شبیه‌سازی‌نشده است. |                                                                   | انگلیسی                                |
| سال کبیسه                                           | ۲۰۱۰ | فیلمی به کارگردانی مایکل روی دارای صحنه‌های سکس شبیه‌سازی‌نشده است. |                                                                   | اسپانیایی                              |
| گاندو                                               | ۲۰۱۰ | فیلمی هندی به کارگردانی کوشیگ موکرجی که حاوی صحنه‌های واقعی سکس شبیه‌سازی‌نشده است. |                                                                   | بنگالی                                 |
| عروسک خوشگل                                         | ۲۰۱۰ | فیلمی به کارگردانی میشا کامپ حاوی تصاویر دخول جنسی واقعی و شبیه‌سازی‌نشده است. |                                                                   | هلندی                                  |
| کیو                                                 | ۲۰۱۱ | فیلمی فرانسوی به کارگردانی لوران بونیک که دارای چندین صحنهٔ واضح سکس شبیه‌سازی‌نشده است. |                                                                   | فرانسوی                                |
| عشق در واقع… چیز مزخرفی است!                        | ۲۰۱۱ | فیلمی هنگ کنگی، به کارگردانی اسکاد که حاوی صحنه‌های قضیب‌لیسی شبیه‌سازی‌نشده است. |                                                                   | انگلیسی، ماندارین، کانتونی             |
| قارچ                                                | ۲۰۱۱ | فیلمی هندی-بنگالی به کارگردانی ویموکی جایاسوندرا شامل صحنه‌ای از فرج‌لیسی واقی با بازی پائولی دام و آنوبراتا باسو است. |                                                                   | بنگالی                                 |
| در قفس                                              | ۲۰۱۱ | فیلمی هلندی به کارگردانی استفان برنینکمِـیِـر، شامل چندین صحنه سکس هاردکور واقعی و شبیه‌سازی‌نشده است. |                                                                   | هلندی                                  |
| لئا                                                 | ۲۰۱۱ | این فیلم به کارگردانی برونو رولان شامل صحنه‌ای از فرج‌لیسی شبیه‌سازی‌نشده است. |                                                                   | فرانسوی                                |
| فراری اشتباه                                        | ۲۰۱۱ | فیلمی تجربی به نویسندگی و کارگردانی و با بازیِ خوانندهٔ آمریکایی آدام گرین که صحنه‌ای واقعی از ورود آلت مصنوعی به مقعد آدام گرین دارد. |                                                                   | انگلیسی                                |
| هرزه                                                | ۲۰۱۱ | این فیلم به کارگردانی و بازیگری «هاگار بن عاشر» دارای آمیزش جنسی واقعی و شبیه‌سازی‌نشده است. |                                                                   | عبری                                   |
| کلیپ                                                | ۲۰۱۲ | فیلمی به کارگردانی مایا میلوش در مورد نوجوانانی که بیش‌فعال جنسی هستند. حاوی دو صحنه قضیب‌لیسی شبیه‌سازی‌نشده و واقعی است؛ «اگرچه مایا میلوش خاطرنشان می‌کند که بازیگران جوان اصلی درگیر این صحنه نبودند و دو نفر بدل‌کار آن را اجرا کردند.» در واقع تیتراژ پایانی فیلم با این جمله شروع می‌شود: «افرادِ زیر سنِ قانونی در صحنه‌های جنسی آشکار و برهنگی حضور نداشتند.» برای صحنه‌های جنسی دیگر نیز از پروتز و جلوه‌های ویژهٔ بصری استفاده شد. |                                                                   | صربی                                   |
| استارلت                                             | ۲۰۱۲ | فیلمی از شان بیکر با صحنه‌های واقعی از دخول جنسی. |                                                                   | انگلیسی                                |
| بهشت: ایمان                                         | ۲۰۱۲ | فیلمی اتریشی به کارگردانی اولریش زایدل و دومین فیلم از سه‌گانه بهشت او. این فیلم شامل «سکس واقعی غلیظ» از جمله صحنه‌های کوتاهی از خودارضایی و قضیب‌لیسی است. |                                                                   | آلمانی                                 |
| و تابستان می‌نامندش                                  | ۲۰۱۲ | فیلم پائولو فرانچی شامل رابطه سکس شبیه‌سازی‌نشده با بازی ایزابلا فراری است. |                                                                   | ایتالیایی                              |
| عشقت را می‌خواهم                                     | ۲۰۱۲ | یک فیلم بلند آمریکایی محصول سال ۲۰۱۲ به کارگردانی تراویس متیوس حاوی «سکس واقعی غلیظ» بین مردان است. |                                                                   | انگلیسی                                |
| تاریخچه جنسی یک خانواده فرانسوی                     | ۲۰۱۲ | فیلمی به کارگردانی پاسکال آرنولد و ژان-مارک بار که دو نسخه دارد: نسخهٔ شهوانی (سافت‌کور) و نسخهٔ سکسی (هاردکور). |                                                                   | فرانسوی                                |
| وجه تاریک عشق                                       | ۲۰۱۲ | حاوی صحنه‌هایی از فرج‌لیسی و اورولاگنیا است. |                                                                   | انگلیسی                                |
| نیمفومانیاک                                         | ۲۰۱۳ | فیلم درام دو قسمتی به کارگردانی لارس فون تریه، و سومین فیلم از سه‌گانه او دربارهٔ «افسردگی». فون تریر برای تولید صحنه‌های سکس شبیه‌سازی‌نشده از نوعی فناوری دیجیتال استفاده کرد تا اندام تناسلی بازیگران فیلم‌های پورنوگرافی را بر روی بدن بازیگران معتبر فیلم قرار دهد. لوئیز وست تهیه‌کننده فیلم در جشنواره کن چنین توضیح داد: «ما بازیگرانی را که تظاهر به رابطه جنسی می‌کردند، فیلمبرداری کردیم و سپس بازیگران بدکار و پورن را آوردیم که واقعاً در همان صحنه‌ها رابطه جنسی داشتند، و سپس هنگام تدوین با فناوری دیجیتال بدن آنها را روی بازیگران اصلی انداختیم به نحوی که از کمر به بالا، بدن بازیگر اصلی فیلم است و از کمر به پائین متعلق به بازیگران پورن است.» شارلوت گنزبور و استیسی مارتین بازیگران زن نقش اول زن در سنین مختلف، همچنین فاش کردند که در طول فیلمبرداری از واژن مصنوعی استفاده شده است. |                                                                   | انگلیسی                                |
| کیف پول پورن                                        | ۲۰۱۳ | یک فیلم نروژی محصول ۲۰۱۳ به کارگردانی «یوهان کائوس» که صحنه‌ای از قضیب‌لیسی آشکار و واقعی دارد. |                                                                   | نروژی                                  |
| غریبه کنار دریاچه                                   | ۲۰۱۳ | این فیلم به کارگردانی آلن گیرودی حاوی صحنه‌هایی از سکس شبیه‌سازی‌نشده است که با استفاده از بدل‌کار فیلم‌برداری شده است. |                                                                   | فرانسوی                                |
| تالاب                                               | ۲۰۱۳ | فیلم داوید ویننت شامل صحنه ای واقعی از خودارضایی و انزال چهار مرد بر روی یک پیتزای اسفناج است. بازیگران پورن برای اجرای این صحنه استخدام شده بودند. |                                                                   | آلمانی                                 |
| پازولینی                                            | ۲۰۱۴ | فیلمی به کارگردانی ایبل فرارا دربارهٔ واپسین روز زندگیِ پیر پائولو پازولینی، سکانسی طولانی از قضیب‌لیسی شبیه‌سازی‌نشده دارد. |                                                                   | انگلیسی، ایتالیایی، فرانسوی            |
| رژیم سکس                                            | ۲۰۱۴ | فیلم بورخا برون دارای سکس شبیه‌سازی‌نشده است. |                                                                   | اسپانیایی                              |
| نقاش خشمگین                                         | ۲۰۱۵ | فیلم کیو-هوان جئون حاوی محتوای جنسی «دارای رتبه‌بندی x» است، از جمله صحنه‌های سکس شبیه‌سازی‌نشده بین مون جونگ-وون و بازیگر روسی ناتالیا بولینیا |                                                                   | کره‌ای                                  |
| عشق                                                 | ۲۰۱۵ | این فیلم گاسپار نوئه دارای صحنه‌هایی از سکس شبیه‌سازی‌نشده است و نکتهٔ قابل توجه درباره‌اش آن است به‌صورت سه بعدی منتشر شد. |                                                                   | انگلیسی                                |
| بسیار دوست‌داشتنی                                    | ۲۰۱۵ | نسخهٔ کامل این فیلم به کارگردانی نبیل عیوش که دربارهٔ روسپی‌گری در مراکش است، حاویِ صحنه‌هایی از فرج‌لیسی است که توسط لُبنا ابیضار ایفا شده است. مطابق نقدهای منتشرشده در روزنامهٔ هالیوود ریپورتر این صحنه به احتمال زیاد در نسخهٔ نهایی فیلم که در جشنواره کن نمایش داده شد، حذف شده است. «عیوش در آشکار کردن اعضای بدن سخاوتمند است» اما فقط «در مورد بازیگران زن فیلم». |                                                                   | فرانسوی، عربی                          |
| مِـلون رِینبو                                         | ۲۰۱۵ | فیلمی کوتاه دربارهٔ زن جوانی با نام مستعار «مِـلون رِینبو» که در آسایشگاه نابینایان کار می‌کند و حاوی قضیب‌لیسی شبیه‌سازی‌نشده است. |                                                                   | دانمارکی                               |
| پاریس ۰۵:۵۹: تئو و اوگو                             | ۲۰۱۶ | فیلمی فرانسوی که با یک صحنه اُرجی ۱۸ دقیقه‌ای شبیه‌سازی‌نشده از همجنس‌گرایان در یک کلوپ سکس پاریس آغاز می‌شود. |                                                                   | فرانسوی                                |
| ما جسم و تن هستیم                                   | ۲۰۱۶ | فیلم مکزیکی به کارگردانی امیلیانو روخا مینتر شامل صحنه‌هایی از سکس شبیه‌سازی‌نشده؛ از جمله صحنه‌ای از خودارضایی تا رسیدن به اُرگاسم. |                                                                   | اسپانیایی                              |
| نیدل بوی                                            | ۲۰۱۶ | فیلمی به کارگردانی الکساندر باک ساگمو که دارای صحنه‌های جنسی غیر شبیه‌سازی شده است. |                                                                   | دانمارکی                               |
| ماشین عشق                                           | ۲۰۱۶ | فیلمی روسی که تا حدودی بحث‌برانگیز است (در زمینه نیت و هدف واقعی ساخت آن) و دارای صحنه‌های آشکار جنسی است که توسط پاول رومینوف کارگردانی شده و دربرگیرندهٔ تنها چند لحظه هاردکور از جمله سکس دهانی است. |                                                                   | روسی                                   |
| شب                                                  | ۲۰۱۶ | فیلمی از ادگاردو کاسترو شامل سکانس‌های طولانی سکس شبیه‌سازی‌نشده است. |                                                                   | اسپانیایی                              |
| اِلون اعتقادی به مرگ ندارد                           | ۲۰۱۶ | فیلمی از ریکاردو آلوِز جونیور که حاوی قضیب‌لیسی، آمیزش جنسی و فرج‌لیسی شبیه‌سازی‌نشده است. |                                                                   | پرتغالی                                |
| تأملی بر خلسه                                       | ۲۰۱۷ | فیلمی از رولف پیتر کال؛ دارای صحنه‌هایی از برهنگی کامل قدامی، آلت تناسلی در حالت نعوظ، واژن در معرض دید و همچنین سکس شبیه‌سازی‌نشده. |                                                                   | آلمانی                                 |
| تصویر زیبایی                                        | ۲۰۱۷ | فیلمی از ماکسیم فورد که دارای صحنه‌هایی از سکس شبیه‌سازی‌نشده است. |                                                                   | انگلیسی                                |
| پرتره‌های آندرئا پالمر                               | ۲۰۱۷ | فیلمی ترسناک که شامل خودارضایی، قضیب‌لیسی وسکس شبیه‌سازی‌نشده است. |                                                                   | انگلیسی                                |
| دختر اهل مارفا ۲                                    | ۲۰۱۸ | دنبالهٔ فیلم دختر اهل مارفا (۲۰۱۲) به کارگردانی لری کلارک که بازیگران غیرحرفه‌ای در آن سکس واقعی انجام می‌دهند. |                                                                   | انگلیسی                                |
| پایان جهان                                          | ۲۰۱۸ | فیلمی فرانسوی که سکس شبیه‌سازی‌نشده دارد. |                                                                   | فرانسوی                                |
| مکتوب، عشق من: میان‌پرده موزیکال                     | ۲۰۱۹ | فیلمی از عبداللطیف کشیش با صحنه‌ای ۱۳ دقیقه‌ای از فرج‌لیسی غیر شبیه‌سازی شده و واقعی. |                                                                   | فرانسوی                                |
| برای آخرین بار                                      | ۲۰۲۰ | فیلمی به کارگردانی اولامپ دو ژِ. شامل صحنه‌های سکس شبیه‌سازی‌نشده مانند دخول، خودارضایی و فرج‌لیسی. |                                                                   | فرانسوی                                |
| گپ خصوصی                                            | ۲۰۲۰ | فیلمی به کارگردانی بن هوزی که صحنه‌هایی از خودارضایی شبیه‌سازی‌نشده دارد. |                                                                   | انگلیسی                                |
| در معرض دید عموم                                    | ۲۰۲۱ | فیلمی به نویسندگی و کارگردانی داوو هاردی و همچنین با بازی خودش. این فیلم شامل صحنه‌های خودارضایی آشکار از هر دو جنس و همچنین اشاراتی کوتاه به سایر اعمال جنسی است که توسط اعضای مختلف گروه بازیگران انجام شده است. |                                                                   | انگلیسی                                |
| سکس بدفرجام یا پورن جنون‌آمیز                        | ۲۰۲۱ | فیلمی از رادو ژوده که دارای صحنه‌هایی از آمیزش جنسی غیر شبیه‌سازی شده (واقعی) از جمله سکس دهانی و مقاربت واژینال است. |                                                                   | رومانیایی                              |
| پوسیدن زیر نور آفتاب                                | ۲۰۲۳ | فیلمی به کارگردانی سباستین سیلوا حاوی صحنه‌هایی از سکس دهانی و مقعدی شبیه‌سازی‌نشده (واقعی). |                                                                   | انگلیسی، اسپانیایی                     |
| مهمان                                               | ۲۰۲۴ | این فیلم ساخته‌ی بروس لابروس، با الهام از فیلم قضیه (۱۹۶۸) ساختهٔ پیر پائولو پازولینی، شامل صحنه‌های بی‌پرده و آشکار از رابطه‌ی جنسی دگرجنس‌گرایانه و همجنس‌گرایانه، از جمله رابطه‌ی دهانی، واژینال و مقعدی است. | بریتانیا                                                          | انگلیسی                                |

## در موزیک ویدئوها
| عنوان                              | سال  | یادداشت‌ها | زبان             |
| ---------------------------------- | ---- | --- | ---------------- |
| بیورک - «چامه‌سرایی کافرانه»        | ۲۰۰۱ | به کارگردانی نیک نایت، فیلم‌های واقعی سکس خصوصی که توسط خوانندهٔ ایسلند بیورک گرفته شده بود و به صورت دیجیتالی در این موزیک ویدئو تغییر یافته است.                                                                                     | ؟                |
| پلاسیبو - «مراقبم باش»             | ۲۰۰۳ | به کارگردانی گاسپار نوئه که در آن زمان به‌طور رسمی منتشر نشد و با تصاویری از اجرای زنده ترانه جایگزین شد. | فرانسوی، انگلیسی |
| رامشتاین - «پوسی»                  | ۲۰۰۹ | این موزیک ویدئو شامل صحنه‌های سکس واقعی میان بدل‌کاران گروه آلمانی رامشتاین بود. | آلمانی، انگلیسی  |
| نووِدادس کارمینا - «ضرب‌آهنگ در خون» | ۲۰۱۶ | این موزیک ویدیو از گروه راک اسپانیایی «نووِدادس کارمینا» شامل صحنه‌های سکس شبیه‌سازی‌نشده (واقعی) میان بازیگر مردی به نام «سیلوان» با آمارنا میلر است که در وب سایت این گروه موسیقی منتشر شد و برای تماشای آن نیاز به داشتن رمزعبور بود. | اسپانیایی        |